# Elezioni amministrative in Italia del 1998
Le elezioni amministrative in Italia del 1998 si sono tenute il 24 maggio (primo turno) e il 7 giugno (secondo turno), nonché il 29 novembre (primo turno) e il 13 dicembre (secondo turno). Invece in Friuli-Venezia Giulia le elezioni, a causa dello statuto speciale, si sono tenute il 14 giugno (primo turno) e il 28 giugno (secondo turno), nonché il 15 novembre (primo turno) e il 29 novembre (secondo turno).

## Elezioni comunali del 24 maggio

### Piemonte

#### Asti
| Candidati                            | Candidati                      | II turno              | II turno              | I turno | I turno | Liste                   | Voti   | %     | Seggi |
| Candidati                            | Candidati                      | Voti                  | %                     | Voti    | %       | Liste                   | Voti   | %     | Seggi |
| ------------------------------------ | ------------------------------ | --------------------- | --------------------- | ------- | ------- | ----------------------- | ------ | ----- | ----- |
|                                      | Luigi Andrea Florio ✔️ Sindaco | 22 477                | 59,16                 | 19 951  | 45,05   | Forza Italia            | 11 084 | 27,96 | 15    |
| Alleanza Nazionale                   | Luigi Andrea Florio ✔️ Sindaco | 22 477                | 59,16                 | 19 951  | 45,05   | 4 330                   | 10,92  | 5     |       |
| CCD - CDU                            | Luigi Andrea Florio ✔️ Sindaco | 22 477                | 59,16                 | 19 951  | 45,05   | 2 744                   | 6,92   | 3     |       |
|                                      | Antonio Fassone                | 15 517                | 40,84                 | 15 615  | 35,26   | Democratici di Sinistra | 6 488  | 16,37 | 5     |
| Partito della Rifondazione Comunista | Antonio Fassone                | 15 517                | 40,84                 | 15 615  | 35,26   | 3 215                   | 8,11   | 2     |       |
| Partito Popolare Italiano - RI       | Antonio Fassone                | 15 517                | 40,84                 | 15 615  | 35,26   | 2 952                   | 7,45   | 2     |       |
| Federazione dei Verdi                | Antonio Fassone                | 15 517                | 40,84                 | 15 615  | 35,26   | 1 278                   | 3,22   | 1     |       |
| Seggio di coalizione                 | Seggio di coalizione           | Seggio di coalizione  | 40,84                 | 15 615  | 35,26   | 1                       |        |       |       |
|                                      | Guido Costanzo Bonino          | Guido Costanzo Bonino | Guido Costanzo Bonino | 6 757   | 15,26   | Lega Nord               | 5 500  | 13,87 | 4     |
| Asti da Vivere                       | Guido Costanzo Bonino          | Guido Costanzo Bonino | Guido Costanzo Bonino | 6 757   | 15,26   | 349                     | 0,88   | –     |       |
| Seggio di coalizione                 | Seggio di coalizione           | Seggio di coalizione  | Guido Costanzo Bonino | 6 757   | 15,26   | 1                       |        |       |       |
|                                      | Giuseppe Reggio                | Giuseppe Reggio       | Giuseppe Reggio       | 1 212   | 2,74    | Partito Pensionati (A)  | 1 036  | 2,61  | –     |
| Seggio di coalizione                 | Seggio di coalizione           | Seggio di coalizione  | Giuseppe Reggio       | 1 212   | 2,74    | 1                       |        |       |       |
|                                      | Germano Cantarelli             | Germano Cantarelli    | Germano Cantarelli    | 751     | 1,70    | Lista Per Asti          | 667    | 1,68  | –     |
| Totale                               | Totale                         | 37 994                | 100                   | 44 286  | 100     |                         | 39 643 | 100   | 40    |
|                                      |                                |                       |                       |         |         |                         |        |       |       |
| Fonte: Ministero dell'interno        |                                |                       |                       |         |         |                         |        |       |       |

#### Cuneo
| Candidati                            | Candidati                | II turno             | II turno          | I turno | I turno | Liste                                      | Voti   | %     | Seggi |
| Candidati                            | Candidati                | Voti                 | %                 | Voti    | %       | Liste                                      | Voti   | %     | Seggi |
| ------------------------------------ | ------------------------ | -------------------- | ----------------- | ------- | ------- | ------------------------------------------ | ------ | ----- | ----- |
|                                      | Elio Rostagno ✔️ Sindaco | 15 775               | 59,82             | 14 004  | 41,35   | Partito Popolare Italiano - Cuneo Solidale | 4 023  | 13,13 | 8     |
| Centro con Rostagno                  | Elio Rostagno ✔️ Sindaco | 15 775               | 59,82             | 14 004  | 41,35   | 3 967                                      | 12,95  | 8     |       |
| Democratici di Sinistra - Cuneo Viva | Elio Rostagno ✔️ Sindaco | 15 775               | 59,82             | 14 004  | 41,35   | 2 937                                      | 9,59   | 5     |       |
| Cuneo Eco Sociale                    | Elio Rostagno ✔️ Sindaco | 15 775               | 59,82             | 14 004  | 41,35   | 1 160                                      | 3,79   | 2     |       |
| Socialisti Democratici Italiani      | Elio Rostagno ✔️ Sindaco | 15 775               | 59,82             | 14 004  | 41,35   | 537                                        | 1,75   | 1     |       |
|                                      | Guido Bonino             | 10 594               | 40,18             | 6 062   | 17,90   | Forza Italia - UdC - PP                    | 2 152  | 7,03  | 2     |
| Unione Democratici Indipendenti      | Guido Bonino             | 10 594               | 40,18             | 6 062   | 17,90   | 2 126                                      | 6,94   | 2     |       |
| Alleanza Nazionale                   | Guido Bonino             | 10 594               | 40,18             | 6 062   | 17,90   | 1 407                                      | 4,59   | 1     |       |
| Seggio di coalizione                 | Seggio di coalizione     | Seggio di coalizione | 40,18             | 6 062   | 17,90   | 1                                          |        |       |       |
|                                      | Claudio Dutto            | Claudio Dutto        | Claudio Dutto     | 5 087   | 15,02   | Lega Nord                                  | 3 767  | 12,30 | 3     |
| Cuneo Indipendente                   | Claudio Dutto            | Claudio Dutto        | Claudio Dutto     | 5 087   | 15,02   | 606                                        | 1,98   | –     |       |
| Seggio di coalizione                 | Seggio di coalizione     | Seggio di coalizione | Claudio Dutto     | 5 087   | 15,02   | 1                                          |        |       |       |
|                                      | Giuseppe Menardi         | Giuseppe Menardi     | Giuseppe Menardi  | 2 885   | 8,52    | Grande Cuneo (A)                           | 1 768  | 5,77  | 1     |
| Cuneo Progresso (B)                  | Giuseppe Menardi         | Giuseppe Menardi     | Giuseppe Menardi  | 2 885   | 8,52    | 456                                        | 1,49   | –     |       |
| Seggio di coalizione                 | Seggio di coalizione     | Seggio di coalizione | Giuseppe Menardi  | 2 885   | 8,52    | 1                                          |        |       |       |
|                                      | Remo Brondolo            | Remo Brondolo        | Remo Brondolo     | 1 838   | 5,43    | Cuneo 800 (PLI - PSDI) (C)                 | 1 927  | 6,29  | 1     |
| Seggio di coalizione                 | Seggio di coalizione     | Seggio di coalizione | Remo Brondolo     | 1 838   | 5,43    | 1                                          |        |       |       |
|                                      | Mario Rosso              | Mario Rosso          | Mario Rosso       | 1 402   | 4,14    | Rinascita di Cuneo                         | 1 384  | 4,52  | –     |
| Seggio di coalizione                 | Seggio di coalizione     | Seggio di coalizione | Mario Rosso       | 1 402   | 4,14    | 1                                          |        |       |       |
|                                      | Roberto Baravalle        | Roberto Baravalle    | Roberto Baravalle | 1 130   | 3,34    | Impegno Civico per Cuneo                   | 1 078  | 3,52  | –     |
| Seggio di coalizione                 | Seggio di coalizione     | Seggio di coalizione | Roberto Baravalle | 1 130   | 3,34    | 1                                          |        |       |       |
|                                      | Stefano Streri           | Stefano Streri       | Stefano Streri    | 818     | 2,42    | Giustizia Libertà Democrazia               | 768    | 2,51  | –     |
|                                      | Marco Bertone            | Marco Bertone        | Marco Bertone     | 644     | 1,90    | Connubio Giovanile Cuneese                 | 566    | 1,85  | –     |
| Totale                               | Totale                   | 26 369               | 100               | 33 870  | 100     |                                            | 30 629 | 100   | 40    |
|                                      |                          |                      |                   |         |         |                                            |        |       |       |
| Fonte: Ministero dell'interno        |                          |                      |                   |         |         |                                            |        |       |       |

### Lombardia

#### Como
| Candidati                            | Candidati                | II turno             | II turno            | I turno | I turno | Liste                              | Voti   | %     | Seggi |
| Candidati                            | Candidati                | Voti                 | %                   | Voti    | %       | Liste                              | Voti   | %     | Seggi |
| ------------------------------------ | ------------------------ | -------------------- | ------------------- | ------- | ------- | ---------------------------------- | ------ | ----- | ----- |
|                                      | Alberto Botta ✔️ Sindaco | 21 209               | 58,26               | 20 902  | 42,46   | Forza Italia                       | 8 410  | 20,38 | 12    |
| Alleanza Nazionale                   | Alberto Botta ✔️ Sindaco | 21 209               | 58,26               | 20 902  | 42,46   | 5 097                              | 12,35  | 7     |       |
| Democratici di Centro                | Alberto Botta ✔️ Sindaco | 21 209               | 58,26               | 20 902  | 42,46   | 3 538                              | 8,57   | 5     |       |
|                                      | Emilio Terragni          | 15 192               | 41,74               | 14 281  | 29,01   | L'Ulivo                            | 7 851  | 19,02 | 6     |
| Partito della Rifondazione Comunista | Emilio Terragni          | 15 192               | 41,74               | 14 281  | 29,01   | 2 252                              | 5,46   | 1     |       |
| Progetto per Amministrare Como       | Emilio Terragni          | 15 192               | 41,74               | 14 281  | 29,01   | 1 672                              | 4,05   | 1     |       |
| Socialisti Democratici Italiani      | Emilio Terragni          | 15 192               | 41,74               | 14 281  | 29,01   | 714                                | 1,73   | –     |       |
| Seggio di coalizione                 | Seggio di coalizione     | Seggio di coalizione | 41,74               | 14 281  | 29,01   | 1                                  |        |       |       |
|                                      | Alberto Mascetti         | Alberto Mascetti     | Alberto Mascetti    | 10 880  | 22,10   | Lega Nord                          | 8 490  | 20,57 | 5     |
| Professionisti Imprenditori Uniti    | Alberto Mascetti         | Alberto Mascetti     | Alberto Mascetti    | 10 880  | 22,10   | 362                                | 0,88   | –     |       |
| Seggio di coalizione                 | Seggio di coalizione     | Seggio di coalizione | Alberto Mascetti    | 10 880  | 22,10   | 1                                  |        |       |       |
|                                      | Salvatore Campisani      | Salvatore Campisani  | Salvatore Campisani | 2 240   | 4,55    | La Mela (A)                        | 2 151  | 5,21  | –     |
| Seggio di coalizione                 | Seggio di coalizione     | Seggio di coalizione | Salvatore Campisani | 2 240   | 4,55    | 1                                  |        |       |       |
|                                      | Silvano Bussetti         | Silvano Bussetti     | Silvano Bussetti    | 927     | 1,88    | Movimento Sociale Fiamma Tricolore | 730    | 1,77  | –     |
| Totale                               | Totale                   | 36 401               | 100                 | 49 230  | 100     |                                    | 41 267 | 100   | 40    |
|                                      |                          |                      |                     |         |         |                                    |        |       |       |
| Fonte: Ministero dell'interno        |                          |                      |                     |         |         |                                    |        |       |       |

### Veneto

#### Rovigo
|                                      | Fabio Baratella ✔️ Sindaco | 16 999               | 52,91 | Democratici di Sinistra | 4 375  | 15,42 | 8  |  |  |
| Socialisti Democratici Italiani      | Fabio Baratella ✔️ Sindaco | 16 999               | 52,91 | 3 916                   | 13,80  | 7     |    |  |  |
| Partito Popolare Italiano            | Fabio Baratella ✔️ Sindaco | 16 999               | 52,91 | 2 513                   | 8,86   | 4     |    |  |  |
| Partito della Rifondazione Comunista | Fabio Baratella ✔️ Sindaco | 16 999               | 52,91 | 1 419                   | 5,00   | 2     |    |  |  |
| Veneto Nord Est                      | Fabio Baratella ✔️ Sindaco | 16 999               | 52,91 | 1 143                   | 4,03   | 2     |    |  |  |
| Federazione dei Verdi                | Fabio Baratella ✔️ Sindaco | 16 999               | 52,91 | 947                     | 3,34   | 1     |    |  |  |
| Rinnovamento Italiano                | Fabio Baratella ✔️ Sindaco | 16 999               | 52,91 | 262                     | 0,92   | –     |    |  |  |
|                                      | Annamaria Bernardi         | 7 603                | 23,66 | Forza Italia            | 4 143  | 14,60 | 4  |  |  |
| Alleanza Nazionale                   | Annamaria Bernardi         | 7 603                | 23,66 | 2 770                   | 9,76   | 3     |    |  |  |
| Seggio di coalizione                 | Seggio di coalizione       | Seggio di coalizione | 23,66 | 1                       |        |       |    |  |  |
|                                      | Maurizio Ruggero           | 3 852                | 11,99 | Lega Nord               | 3 660  | 12,90 | 3  |  |  |
| Seggio di coalizione                 | Seggio di coalizione       | Seggio di coalizione | 11,99 | 1                       |        |       |    |  |  |
|                                      | Paolo Avezzù               | 3 675                | 11,44 | Patto Segni - CCD - CDU | 3 224  | 11,36 | 3  |  |  |
| Seggio di coalizione                 | Seggio di coalizione       | Seggio di coalizione | 11,44 | 1                       |        |       |    |  |  |
| Totale                               | Totale                     | 32 129               | 100   |                         | 28 372 | 100   | 40 |  |  |
|                                      |                            |                      |       |                         |        |       |    |  |  |
| Fonte: Ministero dell'interno        |                            |                      |       |                         |        |       |    |  |  |

#### Verona
| Candidati                            | Candidati                 | II turno             | II turno            | I turno | I turno | Liste                                   | Voti    | %     | Seggi |
| Candidati                            | Candidati                 | Voti                 | %                   | Voti    | %       | Liste                                   | Voti    | %     | Seggi |
| ------------------------------------ | ------------------------- | -------------------- | ------------------- | ------- | ------- | --------------------------------------- | ------- | ----- | ----- |
|                                      | Michela Sironi ✔️ Sindaco | 64 604               | 58,33               | 60 772  | 40,28   | Forza Italia                            | 27 774  | 21,60 | 16    |
| Alleanza Nazionale                   | Michela Sironi ✔️ Sindaco | 64 604               | 58,33               | 60 772  | 40,28   | 10 899                                  | 8,48    | 6     |       |
| Centro Cristiano Democratico         | Michela Sironi ✔️ Sindaco | 64 604               | 58,33               | 60 772  | 40,28   | 6 741                                   | 5,24    | 4     |       |
| Cristiani Democratici Uniti          | Michela Sironi ✔️ Sindaco | 64 604               | 58,33               | 60 772  | 40,28   | 3 762                                   | 2,93    | 2     |       |
|                                      | Giuseppe Brugnoli         | 46 160               | 41,67               | 46 100  | 30,56   | Democratici di Sinistra                 | 15 618  | 12,15 | 4     |
| Partito Popolare Italiano            | Giuseppe Brugnoli         | 46 160               | 41,67               | 46 100  | 30,56   | 10 183                                  | 7,92    | 3     |       |
| Partito della Rifondazione Comunista | Giuseppe Brugnoli         | 46 160               | 41,67               | 46 100  | 30,56   | 5 223                                   | 4,06    | 1     |       |
| Socialisti Democratici Italiani      | Giuseppe Brugnoli         | 46 160               | 41,67               | 46 100  | 30,56   | 3 983                                   | 3,10    | 1     |       |
| Federazione dei Verdi                | Giuseppe Brugnoli         | 46 160               | 41,67               | 46 100  | 30,56   | 3 368                                   | 2,62    | –     |       |
| Città che Vogliamo                   | Giuseppe Brugnoli         | 46 160               | 41,67               | 46 100  | 30,56   | 1 547                                   | 1,20    | –     |       |
| Seggio di coalizione                 | Seggio di coalizione      | Seggio di coalizione | 41,67               | 46 100  | 30,56   | 1                                       |         |       |       |
|                                      | Francesco Girondini       | Francesco Girondini  | Francesco Girondini | 24 053  | 15,94   | Lega Nord                               | 21 948  | 17,07 | 4     |
| Seggio di coalizione                 | Seggio di coalizione      | Seggio di coalizione | Francesco Girondini | 24 053  | 15,94   | 1                                       |         |       |       |
|                                      | Tito Brunelli             | Tito Brunelli        | Tito Brunelli       | 5 544   | 3,67    | Progetto Verona (A)                     | 4 838   | 3,76  | –     |
| Seggio di coalizione                 | Seggio di coalizione      | Seggio di coalizione | Tito Brunelli       | 5 544   | 3,67    | 1                                       |         |       |       |
|                                      | Massimo Guerra            | Massimo Guerra       | Massimo Guerra      | 4 558   | 3,02    | Rinnovamento Italiano                   | 2 159   | 1,68  | –     |
| Lega Autonomia Veneta                | Massimo Guerra            | Massimo Guerra       | Massimo Guerra      | 4 558   | 3,02    | 2 084                                   | 1,62    | –     |       |
| Seggio di coalizione                 | Seggio di coalizione      | Seggio di coalizione | Massimo Guerra      | 4 558   | 3,02    | 1                                       |         |       |       |
|                                      | Achille Ottaviani         | Achille Ottaviani    | Achille Ottaviani   | 3 508   | 2,33    | Unione Nord Est (B)                     | 3 209   | 2,50  | –     |
| Seggio di coalizione                 | Seggio di coalizione      | Seggio di coalizione | Achille Ottaviani   | 3 508   | 2,33    | 1                                       |         |       |       |
|                                      | Sergio Mantovani          | Sergio Mantovani     | Sergio Mantovani    | 2 859   | 1,89    | Comitati di Quartiere (C)               | 2 181   | 1,70  | –     |
|                                      | Luigi Bellazzi            | Luigi Bellazzi       | Luigi Bellazzi      | 2 120   | 1,41    | Movimento Sociale Fiamma Tricolore      | 1 843   | 1,43  | –     |
|                                      | Giuliano Bettini          | Giuliano Bettini     | Giuliano Bettini    | 764     | 0,51    | Forza Verona (D)                        | 733     | 0,57  | –     |
|                                      | Giovanni Bevilacqua       | Giovanni Bevilacqua  | Giovanni Bevilacqua | 539     | 0,36    | Cristiano Democratici per la Repubblica | 500     | 0,39  | –     |
| Totale                               | Totale                    | 110 764              | 100                 | 150 871 | 100     |                                         | 128 593 | 100   | 46    |
|                                      |                           |                      |                     |         |         |                                         |         |       |       |
| Fonte: Ministero dell'interno        |                           |                      |                     |         |         |                                         |         |       |       |

### Liguria

#### Savona
|                                      | Carlo Ruggeri ✔️ Sindaco | 21 683               | 52,73 | Democratici di Sinistra | 10 702 | 29,30 | 15 |  |  |
| Partito della Rifondazione Comunista | Carlo Ruggeri ✔️ Sindaco | 21 683               | 52,73 | 3 181                   | 8,71   | 4     |    |  |  |
| Socialisti Democratici Italiani      | Carlo Ruggeri ✔️ Sindaco | 21 683               | 52,73 | 1 453                   | 3,98   | 2     |    |  |  |
| Partito Popolare Italiano            | Carlo Ruggeri ✔️ Sindaco | 21 683               | 52,73 | 1 395                   | 3,82   | 1     |    |  |  |
| Savona Europea                       | Carlo Ruggeri ✔️ Sindaco | 21 683               | 52,73 | 1 327                   | 3,63   | 1     |    |  |  |
| Savona Viva                          | Carlo Ruggeri ✔️ Sindaco | 21 683               | 52,73 | 1 078                   | 2,95   | 1     |    |  |  |
| Federazione dei Verdi                | Carlo Ruggeri ✔️ Sindaco | 21 683               | 52,73 | 501                     | 1,37   | –     |    |  |  |
| Partito Repubblicano Italiano        | Carlo Ruggeri ✔️ Sindaco | 21 683               | 52,73 | 272                     | 0,74   | –     |    |  |  |
|                                      | Francesco Gervasio       | 15 246               | 37,08 | Forza Italia            | 4 947  | 13,55 | 5  |  |  |
| Per Savona                           | Francesco Gervasio       | 15 246               | 37,08 | 4 364                   | 11,95  | 4     |    |  |  |
| Cristiani Democratici Uniti          | Francesco Gervasio       | 15 246               | 37,08 | 2 442                   | 6,69   | 2     |    |  |  |
| Linea                                | Francesco Gervasio       | 15 246               | 37,08 | 977                     | 2,68   | 1     |    |  |  |
| Seggio di coalizione                 | Seggio di coalizione     | Seggio di coalizione | 37,08 | 1                       |        |       |    |  |  |
|                                      | Gabriella Arazzi         | 1 449                | 3,52  | Lega Nord               | 1 314  | 3,60  | –  |  |  |
| Seggio di coalizione                 | Seggio di coalizione     | Seggio di coalizione | 3,52  | 1                       |        |       |    |  |  |
|                                      | Mauro Buzio              | 1 352                | 3,29  | Alleanza Nazionale      | 1 260  | 3,45  | –  |  |  |
| Seggio di coalizione                 | Seggio di coalizione     | Seggio di coalizione | 3,29  | 1                       |        |       |    |  |  |
|                                      | Rosario Tuvè             | 937                  | 2,28  | Rinnovamento Italiano   | 965    | 2,64  | –  |  |  |
| Seggio di coalizione                 | Seggio di coalizione     | Seggio di coalizione | 2,28  | 1                       |        |       |    |  |  |
|                                      | Ugo Ghione               | 452                  | 1,10  | Rota Saonae             | 342    | 0,94  | –  |  |  |
| Totale                               | Totale                   | 41 119               | 100   |                         | 36 520 | 100   | 40 |  |  |
|                                      |                          |                      |       |                         |        |       |    |  |  |
| Fonte: Ministero dell'interno        |                          |                      |       |                         |        |       |    |  |  |

### Emilia-Romagna

#### Parma
| Candidati                            | Candidati               | II turno             | II turno         | I turno | I turno | Liste                    | Voti   | %     | Seggi |
| Candidati                            | Candidati               | Voti                 | %                | Voti    | %       | Liste                    | Voti   | %     | Seggi |
| ------------------------------------ | ----------------------- | -------------------- | ---------------- | ------- | ------- | ------------------------ | ------ | ----- | ----- |
|                                      | Elvio Ubaldi ✔️ Sindaco | 51 382               | 57,23            | 32 113  | 31,06   | Forza Italia - CCD       | 11 693 | 13,99 | 12    |
| Civiltà Parmigiana                   | Elvio Ubaldi ✔️ Sindaco | 51 382               | 57,23            | 32 113  | 31,06   | 11 308                   | 13,53  | 12    |       |
|                                      | Stefano Lavagetto       | 38 398               | 42,77            | 31 558  | 30,53   | Democratici di Sinistra  | 13 852 | 16,57 | 4     |
| Partito della Rifondazione Comunista | Stefano Lavagetto       | 38 398               | 42,77            | 31 558  | 30,53   | 10 329                   | 12,36  | 3     |       |
| Partito Popolare Italiano            | Stefano Lavagetto       | 38 398               | 42,77            | 31 558  | 30,53   | 3 094                    | 3,70   | 1     |       |
| Socialisti Democratici Italiani      | Stefano Lavagetto       | 38 398               | 42,77            | 31 558  | 30,53   | 1 317                    | 1,58   | –     |       |
| Rinnovamento Italiano - PRI          | Stefano Lavagetto       | 38 398               | 42,77            | 31 558  | 30,53   | 821                      | 0,98   | –     |       |
| Seggio di coalizione                 | Seggio di coalizione    | Seggio di coalizione | 42,77            | 31 558  | 30,53   | 1                        |        |       |       |
|                                      | Mario Tommasini         | Mario Tommasini      | Mario Tommasini  | 19 538  | 18,90   | Lista Tommasini          | 11 196 | 13,39 | 3     |
| Federazione dei Verdi                | Mario Tommasini         | Mario Tommasini      | Mario Tommasini  | 19 538  | 18,90   | 2 267                    | 2,71   | –     |       |
| Seggio di coalizione                 | Seggio di coalizione    | Seggio di coalizione | Mario Tommasini  | 19 538  | 18,90   | 1                        |        |       |       |
|                                      | Massimo Moine           | Massimo Moine        | Massimo Moine    | 6 799   | 6,58    | Alleanza Nazionale - UdC | 6 242  | 7,47  | –     |
| Seggio di coalizione                 | Seggio di coalizione    | Seggio di coalizione | Massimo Moine    | 6 799   | 6,58    | 1                        |        |       |       |
|                                      | Mariano Pedrelli        | Mariano Pedrelli     | Mariano Pedrelli | 5 936   | 5,74    | Lega Nord                | 5 535  | 6,62  | –     |
| Seggio di coalizione                 | Seggio di coalizione    | Seggio di coalizione | Mariano Pedrelli | 5 936   | 5,74    | 1                        |        |       |       |
|                                      | Renata Lottici          | Renata Lottici       | Renata Lottici   | 5 032   | 4,87    | Insieme per Parma        | 3 854  | 4,61  | –     |
| Seggio di coalizione                 | Seggio di coalizione    | Seggio di coalizione | Renata Lottici   | 5 032   | 4,87    | 1                        |        |       |       |
|                                      | Claudio Magnani         | Claudio Magnani      | Claudio Magnani  | 2 408   | 2,33    | Partito Socialista       | 2 092  | 2,50  | –     |
| Totale                               | Totale                  | 89 780               | 100              | 103 384 | 100     |                          | 83 600 | 100   | 40    |
|                                      |                         |                      |                  |         |         |                          |        |       |       |
| Fonte: Ministero dell'interno        |                         |                      |                  |         |         |                          |        |       |       |

#### Piacenza
| Candidati                            | Candidati                     | II turno             | II turno         | I turno | I turno | Liste                        | Voti   | %     | Seggi |
| Candidati                            | Candidati                     | Voti                 | %                | Voti    | %       | Liste                        | Voti   | %     | Seggi |
| ------------------------------------ | ----------------------------- | -------------------- | ---------------- | ------- | ------- | ---------------------------- | ------ | ----- | ----- |
|                                      | Gianguido Guidotti ✔️ Sindaco | 28 406               | 51,10            | 23 032  | 35,71   | Polo per le Libertà          | 22 056 | 37,95 | 22    |
|                                      | Ultimino Politi               | 27 185               | 48,90            | 26 582  | 41,21   | Democratici di Sinistra      | 12 034 | 20,71 | 6     |
| Partito Popolare Italiano - RI       | Ultimino Politi               | 27 185               | 48,90            | 26 582  | 41,21   | 5 240                        | 9,02   | 2     |       |
| Partito della Rifondazione Comunista | Ultimino Politi               | 27 185               | 48,90            | 26 582  | 41,21   | 4 241                        | 7,30   | 2     |       |
| Federazione dei Verdi                | Ultimino Politi               | 27 185               | 48,90            | 26 582  | 41,21   | 1 591                        | 2,74   | –     |       |
| Seggio di coalizione                 | Seggio di coalizione          | Seggio di coalizione | 48,90            | 26 582  | 41,21   | 1                            |        |       |       |
|                                      | Massimo Polledri              | Massimo Polledri     | Massimo Polledri | 10 545  | 16,35   | Lega Nord                    | 7 709  | 13,27 | 4     |
| Unione d'Azione Civica (A)           | Massimo Polledri              | Massimo Polledri     | Massimo Polledri | 10 545  | 16,35   | 1 370                        | 2,36   | –     |       |
| Seggio di coalizione                 | Seggio di coalizione          | Seggio di coalizione | Massimo Polledri | 10 545  | 16,35   | 1                            |        |       |       |
|                                      | Giorgio Soprani               | Giorgio Soprani      | Giorgio Soprani  | 2 198   | 3,41    | Partito Pensionati (B)       | 1 945  | 3,35  | –     |
| Seggio di coalizione                 | Seggio di coalizione          | Seggio di coalizione | Giorgio Soprani  | 2 198   | 3,41    | 1                            |        |       |       |
|                                      | Stefano Pareti                | Stefano Pareti       | Stefano Pareti   | 2 142   | 3,32    | Partito Socialista - PRI (C) | 1 927  | 3,32  | –     |
| Seggio di coalizione                 | Seggio di coalizione          | Seggio di coalizione | Stefano Pareti   | 2 142   | 3,32    | 1                            |        |       |       |
| Totale                               | Totale                        | 55 591               | 100              | 64 499  | 100     |                              | 58 113 | 100   | 40    |
|                                      |                               |                      |                  |         |         |                              |        |       |       |
| Fonte: Ministero dell'interno        |                               |                      |                  |         |         |                              |        |       |       |

### Toscana

#### Lucca
| Candidati                            | Candidati               | II turno              | II turno              | I turno | I turno | Liste                              | Voti   | %     | Seggi |
| Candidati                            | Candidati               | Voti                  | %                     | Voti    | %       | Liste                              | Voti   | %     | Seggi |
| ------------------------------------ | ----------------------- | --------------------- | --------------------- | ------- | ------- | ---------------------------------- | ------ | ----- | ----- |
|                                      | Pietro Fazzi ✔️ Sindaco | 21 839                | 54,81                 | 18 846  | 39,07   | Alleanza Nazionale                 | 7 001  | 17,22 | 9     |
| Forza Italia                         | Pietro Fazzi ✔️ Sindaco | 21 839                | 54,81                 | 18 846  | 39,07   | 6 307                              | 15,51  | 8     |       |
| Centro Cristiano Democratico         | Pietro Fazzi ✔️ Sindaco | 21 839                | 54,81                 | 18 846  | 39,07   | 2 503                              | 6,15   | 3     |       |
| Caccia Pesca Ambiente                | Pietro Fazzi ✔️ Sindaco | 21 839                | 54,81                 | 18 846  | 39,07   | 302                                | 0,74   | –     |       |
|                                      | Antonio Rossetti        | 18 009                | 45,19                 | 13 350  | 27,68   | Democratici di Sinistra            | 2 965  | 7,29  | 2     |
| Partito Popolare Italiano            | Antonio Rossetti        | 18 009                | 45,19                 | 13 350  | 27,68   | 2 911                              | 7,16   | 2     |       |
| Federazione dei Verdi - La Rete      | Antonio Rossetti        | 18 009                | 45,19                 | 13 350  | 27,68   | 2 003                              | 4,93   | 2     |       |
| Partito della Rifondazione Comunista | Antonio Rossetti        | 18 009                | 45,19                 | 13 350  | 27,68   | 1 977                              | 4,86   | 2     |       |
| Lista Civica                         | Antonio Rossetti        | 18 009                | 45,19                 | 13 350  | 27,68   | 919                                | 2,26   | –     |       |
| Ambiente e Futuro                    | Antonio Rossetti        | 18 009                | 45,19                 | 13 350  | 27,68   | 581                                | 1,43   | –     |       |
| Seggio di coalizione                 | Seggio di coalizione    | Seggio di coalizione  | 45,19                 | 13 350  | 27,68   | 1                                  |        |       |       |
|                                      | Giulio Lazzarini        | Giulio Lazzarini      | Giulio Lazzarini      | 11 228  | 23,28   | Vivere Lucca                       | 8 923  | 21,94 | 6     |
| Seggio di coalizione                 | Seggio di coalizione    | Seggio di coalizione  | Giulio Lazzarini      | 11 228  | 23,28   | 1                                  |        |       |       |
|                                      | Gilberto Bedini         | Gilberto Bedini       | Gilberto Bedini       | 3 104   | 6,44    | Per Lucca (A)                      | 2 868  | 7,05  | 3     |
| Seggio di coalizione                 | Seggio di coalizione    | Seggio di coalizione  | Gilberto Bedini       | 3 104   | 6,44    | 1                                  |        |       |       |
|                                      | Francesco Giuntoli      | Francesco Giuntoli    | Francesco Giuntoli    | 858     | 1,78    | Comunisti                          | 719    | 1,77  | –     |
|                                      | Frediano Bacci          | Frediano Bacci        | Frediano Bacci        | 509     | 1,06    | Movimento Sociale Fiamma Tricolore | 410    | 1,01  | –     |
|                                      | Alessandro Mazzerelli   | Alessandro Mazzerelli | Alessandro Mazzerelli | 338     | 0,70    | Movimento Autonomista Toscano      | 278    | 0,68  | –     |
| Totale                               | Totale                  | 39 848                | 100                   | 48 233  | 100     |                                    | 40 667 | 100   | 40    |
|                                      |                         |                       |                       |         |         |                                    |        |       |       |
| Fonte: Ministero dell'interno        |                         |                       |                       |         |         |                                    |        |       |       |

#### Pistoia
|                                | Lido Scarpetti ✔️ Sindaco | 26 530               | 54,46 | Democratici di Sinistra              | 14 104 | 33,19 | 17 |  |  |
| Partito Popolare Italiano - RI | Lido Scarpetti ✔️ Sindaco | 26 530               | 54,46 | 3 073                                | 7,23   | 3     |    |  |  |
| SDI - PRI - UD                 | Lido Scarpetti ✔️ Sindaco | 26 530               | 54,46 | 2 256                                | 5,31   | 2     |    |  |  |
| Federazione dei Verdi          | Lido Scarpetti ✔️ Sindaco | 26 530               | 54,46 | 2 176                                | 5,12   | 2     |    |  |  |
|                                | Umberto Semplici          | 11 258               | 23,11 | Polo per le Libertà                  | 10 766 | 25,34 | 8  |  |  |
| Seggio di coalizione           | Seggio di coalizione      | Seggio di coalizione | 23,11 | 1                                    |        |       |    |  |  |
|                                | Floriano Frosetti         | 5 768                | 11,84 | Partito della Rifondazione Comunista | 5 443  | 12,81 | 3  |  |  |
| Seggio di coalizione           | Seggio di coalizione      | Seggio di coalizione | 11,84 | 1                                    |        |       |    |  |  |
|                                | Eugenio Bonafede          | 2 100                | 4,31  | Cristiani Democratici Uniti          | 2 017  | 4,75  | –  |  |  |
| Seggio di coalizione           | Seggio di coalizione      | Seggio di coalizione | 4,31  | 1                                    |        |       |    |  |  |
|                                | Franco Lorenzi            | 1 782                | 3,66  | Unione dei Cittadini                 | 1 543  | 3,63  | –  |  |  |
| Seggio di coalizione           | Seggio di coalizione      | Seggio di coalizione | 3,66  | 1                                    |        |       |    |  |  |
|                                | Vezio Gai                 | 1 279                | 2,63  | Lega Nord                            | 1 116  | 2,63  | –  |  |  |
| Seggio di coalizione           | Seggio di coalizione      | Seggio di coalizione | 2,63  | 1                                    |        |       |    |  |  |
| Totale                         | Totale                    | 48 717               | 100   |                                      | 42 494 | 100   | 40 |  |  |
|                                |                           |                      |       |                                      |        |       |    |  |  |
| Fonte: Ministero dell'interno  |                           |                      |       |                                      |        |       |    |  |  |

### Lazio

#### Frosinone
| Candidati                     | Candidati                 | II turno             | II turno            | I turno | I turno | Liste                                | Voti   | %     | Seggi |
| Candidati                     | Candidati                 | Voti                 | %                   | Voti    | %       | Liste                                | Voti   | %     | Seggi |
| ----------------------------- | ------------------------- | -------------------- | ------------------- | ------- | ------- | ------------------------------------ | ------ | ----- | ----- |
|                               | Domenico Marzi ✔️ Sindaco | 14 717               | 54,75               | 12 310  | 38,33   | Socialisti Democratici Italiani      | 3 895  | 13,10 | 8     |
| Democratici di Sinistra       | Domenico Marzi ✔️ Sindaco | 14 717               | 54,75               | 12 310  | 38,33   | 3 527                                | 11,86  | 8     |       |
| Partito Popolare Italiano     | Domenico Marzi ✔️ Sindaco | 14 717               | 54,75               | 12 310  | 38,33   | 1 985                                | 6,68   | 4     |       |
| Alleanza per Frosinone        | Domenico Marzi ✔️ Sindaco | 14 717               | 54,75               | 12 310  | 38,33   | 1 320                                | 4,44   | 2     |       |
| Federazione dei Verdi         | Domenico Marzi ✔️ Sindaco | 14 717               | 54,75               | 12 310  | 38,33   | 892                                  | 3,00   | 2     |       |
|                               | Italico Perlini           | 12 162               | 45,25               | 10 131  | 31,55   | Alleanza Nazionale                   | 3 912  | 13,16 | 4     |
| Forza Italia                  | Italico Perlini           | 12 162               | 45,25               | 10 131  | 31,55   | 3 911                                | 13,15  | 3     |       |
| Centro Cristiano Democratico  | Italico Perlini           | 12 162               | 45,25               | 10 131  | 31,55   | 1 472                                | 4,95   | 1     |       |
| Seggio di coalizione          | Seggio di coalizione      | Seggio di coalizione | 45,25               | 10 131  | 31,55   | 1                                    |        |       |       |
|                               | Adriano Piacentini        | Adriano Piacentini   | Adriano Piacentini  | 5 947   | 18,52   | Unione Democratica per la Repubblica | 2 885  | 9,70  | 3     |
| Unione per Frosinone          | Adriano Piacentini        | Adriano Piacentini   | Adriano Piacentini  | 5 947   | 18,52   | 1 011                                | 3,40   | 1     |       |
| Patto Segni - PRI - PL        | Adriano Piacentini        | Adriano Piacentini   | Adriano Piacentini  | 5 947   | 18,52   | 775                                  | 2,61   | –     |       |
| Lista Civica                  | Adriano Piacentini        | Adriano Piacentini   | Adriano Piacentini  | 5 947   | 18,52   | 758                                  | 2,55   | –     |       |
| Seggio di coalizione          | Seggio di coalizione      | Seggio di coalizione | Adriano Piacentini  | 5 947   | 18,52   | 1                                    |        |       |       |
|                               | Nicola Ottaviani          | Nicola Ottaviani     | Nicola Ottaviani    | 2 590   | 8,06    | Rinnovamento Italiano                | 2 418  | 8,13  | 1     |
| Seggio di coalizione          | Seggio di coalizione      | Seggio di coalizione | Nicola Ottaviani    | 2 590   | 8,06    | 1                                    |        |       |       |
|                               | Francesco Notarcola       | Francesco Notarcola  | Francesco Notarcola | 719     | 2,24    | Partito della Rifondazione Comunista | 615    | 2,07  | –     |
|                               | Franco Villa              | Franco Villa         | Franco Villa        | 419     | 1,30    | Movimento Sociale Fiamma Tricolore   | 355    | 1,19  | –     |
| Totale                        | Totale                    | 26 879               | 100                 | 32 116  | 100     |                                      | 29 731 | 100   | 40    |
|                               |                           |                      |                     |         |         |                                      |        |       |       |
| Fonte: Ministero dell'interno |                           |                      |                     |         |         |                                      |        |       |       |

#### Rieti
| Candidati                       | Candidati                    | Voti                        | %     | Liste                                | Voti   | %     | Seggi |
| ------------------------------- | ---------------------------- | --------------------------- | ----- | ------------------------------------ | ------ | ----- | ----- |
|                                 | Antonio Cicchetti ✔️ Sindaco | 18.948                      | 62,22 | Alleanza Nazionale                   | 7.338  | 26,45 | 11    |
| Forza Italia                    | Antonio Cicchetti ✔️ Sindaco | 18.948                      | 62,22 | 4.324                                | 15,59  | 7     |       |
| Centro Cristiano Democratico    | Antonio Cicchetti ✔️ Sindaco | 18.948                      | 62,22 | 2.691                                | 9,70   | 4     |       |
| Lista civica                    | Antonio Cicchetti ✔️ Sindaco | 18.948                      | 62,22 | 1.276                                | 4,60   | 2     |       |
|                                 | Adalberto Festuccia          | 4.198                       | 13,79 | Democratici di Sinistra              | 3.963  | 14,29 | 6     |
|                                 | Paolo Bigliocchi             | 4.104                       | 13,48 | Partito Popolare Italiano            | 2.761  | 9,95  | 3     |
| Socialisti Democratici Italiani | Paolo Bigliocchi             | 4.104                       | 13,48 | 1.607                                | 5,79   | 2     |       |
| CDU - CDR                       | Paolo Bigliocchi             | 4.104                       | 13,48 | 824                                  | 2,97   | 1     |       |
| Seggio al candidato sindaco     | Seggio al candidato sindaco  | Seggio al candidato sindaco | 13,48 | 1                                    |        |       |       |
|                                 | Angelo Dionisi               | 2.033                       | 6,68  | Partito della Rifondazione Comunista | 1.690  | 6,09  | 2     |
|                                 | Mauro Valeri                 | 821                         | 2,70  | Partito Repubblicano Italiano        | 920    | 3,32  | 1     |
|                                 | Claudio Matteo Mancini       | 348                         | 1,14  | Rinnovamento Italiano                | 346    | 1,25  | -     |
| Totale                          | Totale                       | 30.452                      |       |                                      | 27.740 |       | 40    |

### Abruzzo

#### L'Aquila
| Candidati                            | Candidati                                    | Voti                        | %     | Liste                                   | Voti   | %     | Seggi |
| ------------------------------------ | -------------------------------------------- | --------------------------- | ----- | --------------------------------------- | ------ | ----- | ----- |
|                                      | Biagio Tempesta Accede al ballottaggio       | 22.418                      | 48,54 | Forza Italia                            | 6.389  | 15,02 | 8     |
| Alleanza Nazionale                   | Biagio Tempesta Accede al ballottaggio       | 22.418                      | 48,54 | 5.284                                   | 12,43  | 7     |       |
| Cristiani Democratici Uniti          | Biagio Tempesta Accede al ballottaggio       | 22.418                      | 48,54 | 3.996                                   | 9,40   | 5     |       |
| Centro Cristiano Democratico         | Biagio Tempesta Accede al ballottaggio       | 22.418                      | 48,54 | 3.266                                   | 7,68   | 4     |       |
|                                      | Antonio Carmine Centi Accede al ballottaggio | 19.864                      | 43,01 | Democratici di Sinistra                 | 8.430  | 19,82 | 6     |
| Partito Popolare Italiano            | Antonio Carmine Centi Accede al ballottaggio | 19.864                      | 43,01 | 4.902                                   | 11,53  | 4     |       |
| Partito della Rifondazione Comunista | Antonio Carmine Centi Accede al ballottaggio | 19.864                      | 43,01 | 2.327                                   | 5,47   | 1     |       |
| Rinnovamento Italiano                | Antonio Carmine Centi Accede al ballottaggio | 19.864                      | 43,01 | 1.813                                   | 4,26   | 1     |       |
| Socialisti Democratici Italiani      | Antonio Carmine Centi Accede al ballottaggio | 19.864                      | 43,01 | 1.686                                   | 3,96   | 1     |       |
| Federazione dei Verdi                | Antonio Carmine Centi Accede al ballottaggio | 19.864                      | 43,01 | 1.066                                   | 2,51   | -     |       |
| Seggio al candidato sindaco          | Seggio al candidato sindaco                  | Seggio al candidato sindaco | 43,01 | 1                                       |        |       |       |
|                                      | Enzo Lombardi                                | 3.903                       | 8,45  | Cristiano Democratici per la Repubblica | 3.364  | 7,91  | 2     |
| Totale                               | Totale                                       | 46.185                      |       |                                         | 42.523 |       | 40    |

Ballottaggio
| Candidati | Candidati                  | Voti   | %      |
| --------- | -------------------------- | ------ | ------ |
|           | Biagio Tempesta ✔️ Sindaco | 23.730 | 56,42  |
|           | Antonio Carmine Centi      | 18.331 | 43,58  |
| Totale    | Totale                     | 42.061 | 100,00 |

### Molise

#### Isernia
| Candidati                                   | Candidati                                         | Voti                        | %     | Liste                              | Voti   | %     | Seggi |
| ------------------------------------------- | ------------------------------------------------- | --------------------------- | ----- | ---------------------------------- | ------ | ----- | ----- |
|                                             | Vincenzo Umberto Colalillo Accede al ballottaggio | 5.032                       | 37,29 | Centro                             | 3.289  | 25,39 | 7     |
| CDU - CDR                                   | Vincenzo Umberto Colalillo Accede al ballottaggio | 5.032                       | 37,29 | 1.468                              | 11,33  | 3     |       |
| Democrazia Cristiana                        | Vincenzo Umberto Colalillo Accede al ballottaggio | 5.032                       | 37,29 | 1.107                              | 8,55   | 2     |       |
| Seggio al candidato sindaco                 | Seggio al candidato sindaco                       | Seggio al candidato sindaco | 37,29 | 1                                  |        |       |       |
|                                             | Giuseppe Caterina Accede al ballottaggio          | 4.832                       | 35,81 | L'Ulivo                            | 3.182  | 24,56 | 17    |
| Partito della Rifondazione Comunista        | Giuseppe Caterina Accede al ballottaggio          | 4.832                       | 35,81 | 643                                | 4,96   | 3     |       |
|                                             | Alda Colesanti                                    | 1.933                       | 14,33 | Alleanza Nazionale                 | 1.134  | 8,75  | 1     |
| Forza Italia - Centro Cristiano Democratico | Alda Colesanti                                    | 1.933                       | 14,33 | 577                                | 4,45   | 1     |       |
| Seggio al candidato sindaco                 | Seggio al candidato sindaco                       | Seggio al candidato sindaco | 14,33 | 1                                  |        |       |       |
|                                             | Nicola Di Ronza                                   | 598                         | 4,43  | La Bilancia (A)                    | 552    | 4,26  | 2     |
|                                             | Maria Teresa D'Achille                            | 517                         | 3,83  | Noi per la Città (B)               | 486    | 3,75  | 2     |
|                                             | Giovancarmine Mancini                             | 405                         | 3,00  | Movimento Sociale Fiamma Tricolore | 326    | 2,52  | -     |
|                                             | Nicola Di Placido                                 | 176                         | 1,30  | Centro Storico                     | 190    | 1,47  | -     |
| Totale                                      | Totale                                            | 13.493                      |       |                                    | 12.954 |       | 40    |

- Le liste contrassegnate con le lettere A e B sono apparentate al secondo turno con il candidato sindaco Giuseppe Caterina.

Ballottaggio
| Candidati | Candidati                    | Voti   | %      |
| --------- | ---------------------------- | ------ | ------ |
|           | Giuseppe Caterina ✔️ Sindaco | 6.606  | 57,04  |
|           | Vincenzo Umberto Colalillo   | 4.975  | 42,96  |
| Totale    | Totale                       | 11.581 | 100,00 |

### Puglia

#### Lecce
|                                         | Adriana Poli Bortone ✔️ Sindaca | 32 900               | 54,00 | Alleanza Nazionale                 | 9 507  | 16,83 | 8  |  |  |
| CCD - CDL                               | Adriana Poli Bortone ✔️ Sindaca | 32 900               | 54,00 | 7 874                              | 13,94  | 6     |    |  |  |
| Forza Italia                            | Adriana Poli Bortone ✔️ Sindaca | 32 900               | 54,00 | 6 205                              | 10,98  | 5     |    |  |  |
| Patto per il Centro                     | Adriana Poli Bortone ✔️ Sindaca | 32 900               | 54,00 | 2 518                              | 4,46   | 2     |    |  |  |
| Patto Segni                             | Adriana Poli Bortone ✔️ Sindaca | 32 900               | 54,00 | 1 404                              | 2,49   | 1     |    |  |  |
| Unione Repubblicana per l'UDR           | Adriana Poli Bortone ✔️ Sindaca | 32 900               | 54,00 | 1 392                              | 2,46   | 1     |    |  |  |
| Marine e Primo Piano                    | Adriana Poli Bortone ✔️ Sindaca | 32 900               | 54,00 | 1 210                              | 2,14   | 1     |    |  |  |
| Cristiani Democratici per la Repubblica | Adriana Poli Bortone ✔️ Sindaca | 32 900               | 54,00 | 1 012                              | 1,79   | –     |    |  |  |
| Lega Cittadini e Ambiente               | Adriana Poli Bortone ✔️ Sindaca | 32 900               | 54,00 | 557                                | 0,99   | –     |    |  |  |
|                                         | Stefano Salvemini               | 26 677               | 43,78 | Democratici di Sinistra            | 8 961  | 15,86 | 6  |  |  |
| Partito Popolare Italiano               | Stefano Salvemini               | 26 677               | 43,78 | 5 671                              | 10,04  | 4     |    |  |  |
| Città Insieme                           | Stefano Salvemini               | 26 677               | 43,78 | 2 157                              | 3,82   | 1     |    |  |  |
| Riformisti per Salvemini                | Stefano Salvemini               | 26 677               | 43,78 | 2 137                              | 3,78   | 1     |    |  |  |
| Socialisti Democratici Italiani         | Stefano Salvemini               | 26 677               | 43,78 | 1 907                              | 3,38   | 1     |    |  |  |
| Federazione dei Verdi                   | Stefano Salvemini               | 26 677               | 43,78 | 1 411                              | 2,50   | 1     |    |  |  |
| Partito della Rifondazione Comunista    | Stefano Salvemini               | 26 677               | 43,78 | 1 342                              | 2,38   | 1     |    |  |  |
| Seggio di coalizione                    | Seggio di coalizione            | Seggio di coalizione | 43,78 | 1                                  |        |       |    |  |  |
|                                         | Ottorino Fiore                  | 885                  | 1,45  | Rinnovamento Italiano              | 883    | 1,56  | –  |  |  |
|                                         | Francesco Sperduto              | 467                  | 0,77  | Movimento Sociale Fiamma Tricolore | 341    | 0,60  | –  |  |  |
| Totale                                  | Totale                          | 60 929               | 100   |                                    | 56 489 | 100   | 40 |  |  |
|                                         |                                 |                      |       |                                    |        |       |    |  |  |
| Fonte: Ministero dell'interno           |                                 |                      |       |                                    |        |       |    |  |  |

### Basilicata

#### Matera
| Candidati                            | Candidati                 | II turno             | II turno            | I turno | I turno | Liste                           | Voti   | %     | Seggi |
| Candidati                            | Candidati                 | Voti                 | %                   | Voti    | %       | Liste                           | Voti   | %     | Seggi |
| ------------------------------------ | ------------------------- | -------------------- | ------------------- | ------- | ------- | ------------------------------- | ------ | ----- | ----- |
|                                      | Angelo Minieri ✔️ Sindaco | 17 121               | 52,73               | 17 859  | 48,09   | Democratici di Sinistra         | 7 457  | 20,62 | 11    |
| Partito Popolare Italiano            | Angelo Minieri ✔️ Sindaco | 17 121               | 52,73               | 17 859  | 48,09   | 4 589                           | 12,69  | 6     |       |
| Rinnovamento Italiano - Patto Segni  | Angelo Minieri ✔️ Sindaco | 17 121               | 52,73               | 17 859  | 48,09   | 2 199                           | 6,08   | 3     |       |
| Federazione dei Verdi                | Angelo Minieri ✔️ Sindaco | 17 121               | 52,73               | 17 859  | 48,09   | 1 793                           | 4,96   | 2     |       |
| Partito della Rifondazione Comunista | Angelo Minieri ✔️ Sindaco | 17 121               | 52,73               | 17 859  | 48,09   | 1 323                           | 3,66   | 2     |       |
|                                      | Francesco Saverio Acito   | 15 348               | 47,27               | 15 477  | 41,68   | Nuovo Giorno                    | 3 785  | 10,46 | 3     |
| Cristiani Democratici Uniti          | Francesco Saverio Acito   | 15 348               | 47,27               | 15 477  | 41,68   | 3 284                           | 9,08   | 3     |       |
| Alleanza Nazionale                   | Francesco Saverio Acito   | 15 348               | 47,27               | 15 477  | 41,68   | 3 052                           | 8,44   | 3     |       |
| Forza Italia - Unione di Centro      | Francesco Saverio Acito   | 15 348               | 47,27               | 15 477  | 41,68   | 2 904                           | 8,03   | 2     |       |
| Centro Cristiano Democratico         | Francesco Saverio Acito   | 15 348               | 47,27               | 15 477  | 41,68   | 2 812                           | 7,77   | 2     |       |
| Seggio di coalizione                 | Seggio di coalizione      | Seggio di coalizione | 47,27               | 15 477  | 41,68   | 1                               |        |       |       |
|                                      | Salvatore Bagnale         | Salvatore Bagnale    | Salvatore Bagnale   | 2 670   | 7,19    | Matera Attiva                   | 2 246  | 6,21  | 1     |
| Seggio di coalizione                 | Seggio di coalizione      | Seggio di coalizione | Salvatore Bagnale   | 2 670   | 7,19    | 1                               |        |       |       |
|                                      | Pasquale Di Giacomo       | Pasquale Di Giacomo  | Pasquale Di Giacomo | 1 129   | 3,04    | Socialisti Democratici Italiani | 728    | 2,01  | –     |
| Totale                               | Totale                    | 32 469               | 100                 | 37 135  | 100     |                                 | 36 172 | 100   | 40    |
|                                      |                           |                      |                     |         |         |                                 |        |       |       |
| Fonte: Ministero dell'interno        |                           |                      |                     |         |         |                                 |        |       |       |

### Sardegna

#### Cagliari
|                                         | Mariano Delogu ✔️ Sindaco | 58 096               | 56,70 | Forza Italia            | 25 721 | 29,62 | 13 |  |  |
| Alleanza Nazionale                      | Mariano Delogu ✔️ Sindaco | 58 096               | 56,70 | 11 705                  | 13,48  | 5     |    |  |  |
| Centro Cristiano Democratico            | Mariano Delogu ✔️ Sindaco | 58 096               | 56,70 | 5 310                   | 6,11   | 2     |    |  |  |
|                                         | Rita Carboni              | 28 419               | 27,74 | Democratici di Sinistra | 9 692  | 11,16 | 5  |  |  |
| Partito Popolare Italiano               | Rita Carboni              | 28 419               | 27,74 | 5 165                   | 5,95   | 2     |    |  |  |
| Federazione Democratica - SDI           | Rita Carboni              | 28 419               | 27,74 | 3 619                   | 4,17   | 2     |    |  |  |
| Partito della Rifondazione Comunista    | Rita Carboni              | 28 419               | 27,74 | 3 396                   | 3,91   | 1     |    |  |  |
| Federazione dei Verdi                   | Rita Carboni              | 28 419               | 27,74 | 2 135                   | 2,46   | 1     |    |  |  |
| Rinnovamento Italiano                   | Rita Carboni              | 28 419               | 27,74 | 1 866                   | 2,15   | 1     |    |  |  |
| Costituente Sardista                    | Rita Carboni              | 28 419               | 27,74 | 1 533                   | 1,77   | –     |    |  |  |
| Seggio di coalizione                    | Seggio di coalizione      | Seggio di coalizione | 27,74 | 1                       |        |       |    |  |  |
|                                         | Nicola Grauso             | 14 826               | 14,47 | Nuovo Movimento         | 6 690  | 7,70  | 3  |  |  |
| Cristiano Democratici per la Repubblica | Nicola Grauso             | 14 826               | 14,47 | 4 529                   | 5,21   | 2     |    |  |  |
| Partito Sardo d'Azione                  | Nicola Grauso             | 14 826               | 14,47 | 2 430                   | 2,80   | 1     |    |  |  |
| Partito Socialista                      | Nicola Grauso             | 14 826               | 14,47 | 1 224                   | 1,41   | –     |    |  |  |
| Cristiani Democratici Uniti             | Nicola Grauso             | 14 826               | 14,47 | 1 027                   | 1,18   | –     |    |  |  |
| Seggio di coalizione                    | Seggio di coalizione      | Seggio di coalizione | 14,47 | 1                       |        |       |    |  |  |
|                                         | Giampaolo Benone          | 566                  | 0,55  | Sardigna Natzione       | 451    | 0,52  | –  |  |  |
|                                         | Marco Melis               | 547                  | 0,53  | Lista Civica            | 357    | 0,41  | –  |  |  |
| Totale                                  | Totale                    | 102 454              | 100   |                         | 86 850 | 100   | 40 |  |  |
|                                         |                           |                      |       |                         |        |       |    |  |  |
| Fonte: Ministero dell'interno           |                           |                      |       |                         |        |       |    |  |  |

#### Oristano
| Candidati                            | Candidati             | II turno             | II turno        | I turno | I turno | Liste                                   | Voti   | %     | Seggi |
| Candidati                            | Candidati             | Voti                 | %               | Voti    | %       | Liste                                   | Voti   | %     | Seggi |
| ------------------------------------ | --------------------- | -------------------- | --------------- | ------- | ------- | --------------------------------------- | ------ | ----- | ----- |
|                                      | Piero Ortu ✔️ Sindaco | 10 026               | 65,42           | 8 591   | 41,84   | Cristiano Democratici per la Repubblica | 2 081  | 10,69 | 6     |
| Cristiani Democratici Uniti          | Piero Ortu ✔️ Sindaco | 10 026               | 65,42           | 8 591   | 41,84   | 1 617                                   | 8,30   | 5     |       |
| Centro Liberal Democratico           | Piero Ortu ✔️ Sindaco | 10 026               | 65,42           | 8 591   | 41,84   | 1 387                                   | 7,12   | 4     |       |
| Partito Sardo d'Azione               | Piero Ortu ✔️ Sindaco | 10 026               | 65,42           | 8 591   | 41,84   | 1 241                                   | 6,37   | 4     |       |
| Rinnovamento Italiano                | Piero Ortu ✔️ Sindaco | 10 026               | 65,42           | 8 591   | 41,84   | 1 212                                   | 6,22   | 3     |       |
| Socialisti Democratici Italiani      | Piero Ortu ✔️ Sindaco | 10 026               | 65,42           | 8 591   | 41,84   | 812                                     | 4,17   | 2     |       |
|                                      | Mariano Scarpa        | 5 299                | 34,58           | 5 611   | 27,33   | Partito Popolare Italiano               | 2 627  | 13,49 | 3     |
| Democratici di Sinistra              | Mariano Scarpa        | 5 299                | 34,58           | 5 611   | 27,33   | 2 045                                   | 10,50  | 3     |       |
| Partito della Rifondazione Comunista | Mariano Scarpa        | 5 299                | 34,58           | 5 611   | 27,33   | 799                                     | 4,10   | 1     |       |
| Seggio di coalizione                 | Seggio di coalizione  | Seggio di coalizione | 34,58           | 5 611   | 27,33   | 1                                       |        |       |       |
|                                      | Giovanni Salis        | Giovanni Salis       | Giovanni Salis  | 5 051   | 24,60   | Alleanza Nazionale                      | 2 354  | 12,09 | 3     |
| Forza Italia                         | Giovanni Salis        | Giovanni Salis       | Giovanni Salis  | 5 051   | 24,60   | 2 309                                   | 11,86  | 3     |       |
| Seggio di coalizione                 | Seggio di coalizione  | Seggio di coalizione | Giovanni Salis  | 5 051   | 24,60   | 1                                       |        |       |       |
|                                      | Domenico Cugusi       | Domenico Cugusi      | Domenico Cugusi | 955     | 4,65    | Lista Civica                            | 705    | 3,62  | –     |
| Seggio di coalizione                 | Seggio di coalizione  | Seggio di coalizione | Domenico Cugusi | 955     | 4,65    | 1                                       |        |       |       |
|                                      | Andrea Atzori         | Andrea Atzori        | Andrea Atzori   | 324     | 1,58    | Federazione dei Verdi                   | 282    | 1,45  | –     |
| Totale                               | Totale                | 15 325               | 100             | 20 532  | 100     |                                         | 19 471 | 100   | 40    |
|                                      |                       |                      |                 |         |         |                                         |        |       |       |
| Fonte: Ministero dell'interno        |                       |                      |                 |         |         |                                         |        |       |       |

### Sicilia

#### Enna
| Candidati                     | Candidati                 | II turno         | II turno         | I turno | I turno | Liste                                | Voti   | %     | Seggi |
| Candidati                     | Candidati                 | Voti             | %                | Voti    | %       | Liste                                | Voti   | %     | Seggi |
| ----------------------------- | ------------------------- | ---------------- | ---------------- | ------- | ------- | ------------------------------------ | ------ | ----- | ----- |
|                               | Antonio Alvano ✔️ Sindaco | 9 142            | 52,90            | 6 316   | 32,91   | Forza Italia - CCD                   | 1 900  | 10,28 | 4     |
| Alleanza Nazionale            | Antonio Alvano ✔️ Sindaco | 9 142            | 52,90            | 6 316   | 32,91   | 1 869                                | 10,11  | 3     |       |
| Lista Civica                  | Antonio Alvano ✔️ Sindaco | 9 142            | 52,90            | 6 316   | 32,91   | 1 387                                | 7,50   | 2     |       |
| Proserpina                    | Antonio Alvano ✔️ Sindaco | 9 142            | 52,90            | 6 316   | 32,91   | 450                                  | 2,43   | –     |       |
|                               | Giuseppe Petralia         | 8 140            | 47,10            | 7 993   | 41,65   | Democratici di Sinistra              | 4 854  | 26,25 | 9     |
| Partito Popolare Italiano     | Giuseppe Petralia         | 8 140            | 47,10            | 7 993   | 41,65   | 3 412                                | 18,46  | 6     |       |
| Rinnovamento Italiano         | Giuseppe Petralia         | 8 140            | 47,10            | 7 993   | 41,65   | 967                                  | 5,23   | 1     |       |
| Enna che Vogliamo             | Giuseppe Petralia         | 8 140            | 47,10            | 7 993   | 41,65   | 840                                  | 4,54   | 1     |       |
|                               | Claudio Faraci            | Claudio Faraci   | Claudio Faraci   | 4 304   | 22,43   | PS - CDU per l'UDR                   | 1 326  | 7,17  | 2     |
| Italia Federale - CDR         | Claudio Faraci            | Claudio Faraci   | Claudio Faraci   | 4 304   | 22,43   | 1 171                                | 6,33   | 2     |       |
|                               | Giuseppe Fragalà          | Giuseppe Fragalà | Giuseppe Fragalà | 579     | 3,02    | Partito della Rifondazione Comunista | 312    | 1,69  | –     |
| Totale                        | Totale                    | 17 282           | 100              | 19 192  | 100     |                                      | 18 488 | 100   | 30    |
|                               |                           |                  |                  |         |         |                                      |        |       |       |
| Fonte: Ministero dell'interno |                           |                  |                  |         |         |                                      |        |       |       |

#### Messina
|                                         | Salvatore Leonardi ✔️ Sindaco | 77 402  | 53,28 | Forza Italia                               | 23 423  | 17,21 | 8  |  |  |
| Alleanza Nazionale                      | Salvatore Leonardi ✔️ Sindaco | 77 402  | 53,28 | 15 262                                     | 11,21   | 5     |    |  |  |
| Cristiano Democratici per la Repubblica | Salvatore Leonardi ✔️ Sindaco | 77 402  | 53,28 | 14 379                                     | 10,57   | 4     |    |  |  |
| Centro Cristiano Democratico            | Salvatore Leonardi ✔️ Sindaco | 77 402  | 53,28 | 13 177                                     | 9,68    | 4     |    |  |  |
| Cristiani Democratici Uniti             | Salvatore Leonardi ✔️ Sindaco | 77 402  | 53,28 | 11 657                                     | 8,57    | 3     |    |  |  |
| Partito Socialista                      | Salvatore Leonardi ✔️ Sindaco | 77 402  | 53,28 | 5 855                                      | 4,30    | 1     |    |  |  |
|                                         | Francesco Providenti          | 61 084  | 42,04 | Partito Popolare Italiano                  | 13 752  | 10,10 | 4  |  |  |
| Democratici di Sinistra                 | Francesco Providenti          | 61 084  | 42,04 | 13 065                                     | 9,60    | 4     |    |  |  |
| Lista Civica                            | Francesco Providenti          | 61 084  | 42,04 | 8 484                                      | 6,23    | 3     |    |  |  |
| Socialisti Democratici Italiani         | Francesco Providenti          | 61 084  | 42,04 | 6 080                                      | 4,47    | 2     |    |  |  |
| Lista Civica                            | Francesco Providenti          | 61 084  | 42,04 | 3 399                                      | 2,50    | 1     |    |  |  |
| Partito della Rifondazione Comunista    | Francesco Providenti          | 61 084  | 42,04 | 1 826                                      | 1,34    | –     |    |  |  |
| Partito Pensionati                      | Francesco Providenti          | 61 084  | 42,04 | 502                                        | 0,37    | –     |    |  |  |
|                                         | Massimo Mollica               | 4 499   | 3,10  | Rinnovamento Italiano                      | 3 634   | 2,67  | 1  |  |  |
|                                         | Antonino Ragusa               | 1 564   | 1,08  | Movimento Sociale Fiamma Tricolore         | 1 064   | 0,78  | –  |  |  |
|                                         | Giuseppe Luciano Tringali     | 737     | 0,51  | Noi Siciliani - Fronte Nazionale Siciliano | 537     | 0,39  | –  |  |  |
| Totale                                  | Totale                        | 145 286 | 100   |                                            | 136 096 | 100   | 40 |  |  |
|                                         |                               |         |       |                                            |         |       |    |  |  |
| Fonte: Ministero dell'interno           |                               |         |       |                                            |         |       |    |  |  |

#### Ragusa
| Candidati                                   | Candidati                  | II turno                  | II turno                  | I turno | I turno | Liste                           | Voti   | %     | Seggi |
| Candidati                                   | Candidati                  | Voti                      | %                         | Voti    | %       | Liste                           | Voti   | %     | Seggi |
| ------------------------------------------- | -------------------------- | ------------------------- | ------------------------- | ------- | ------- | ------------------------------- | ------ | ----- | ----- |
|                                             | Domenico Arezzo ✔️ Sindaco | 19 840                    | 53,57                     | 11 558  | 28,82   | Forza Italia                    | 4 228  | 11,92 | 5     |
| Alleanza Nazionale                          | Domenico Arezzo ✔️ Sindaco | 19 840                    | 53,57                     | 11 558  | 28,82   | 3 805                           | 10,72  | 4     |       |
| Centro Cristiano Democratico                | Domenico Arezzo ✔️ Sindaco | 19 840                    | 53,57                     | 11 558  | 28,82   | 2 231                           | 6,29   | 2     |       |
|                                             | Giorgio Chessari           | 17 193                    | 46,43                     | 10 929  | 27,25   | Democratici di Sinistra         | 5 789  | 16,31 | 4     |
| Partito della Rifondazione Comunista        | Giorgio Chessari           | 17 193                    | 46,43                     | 10 929  | 27,25   | 2 373                           | 6,69   | 2     |       |
| La Rete - Federazione dei Verdi             | Giorgio Chessari           | 17 193                    | 46,43                     | 10 929  | 27,25   | 1 000                           | 2,82   | –     |       |
|                                             | Giovanni Francesco Antoci  | Giovanni Francesco Antoci | Giovanni Francesco Antoci | 9 212   | 22,97   | Partito Popolare Italiano (A)   | 4 914  | 13,85 | 4     |
| Ragusa Popolare                             | Giovanni Francesco Antoci  | Giovanni Francesco Antoci | Giovanni Francesco Antoci | 9 212   | 22,97   | 1 629                           | 4,59   | 1     |       |
| Uniti per Ragusa (B)                        | Giovanni Francesco Antoci  | Giovanni Francesco Antoci | Giovanni Francesco Antoci | 9 212   | 22,97   | 1 203                           | 3,39   | 1     |       |
|                                             | Salvatore Bocchieri        | Salvatore Bocchieri       | Salvatore Bocchieri       | 5 059   | 12,61   | Cristiani Democratici Uniti (C) | 3 325  | 9,37  | 3     |
| Cristiano Democratici per la Repubblica (D) | Salvatore Bocchieri        | Salvatore Bocchieri       | Salvatore Bocchieri       | 5 059   | 12,61   | 2 268                           | 6,39   | 2     |       |
|                                             | Angelo Schembri            | Angelo Schembri           | Angelo Schembri           | 2 624   | 6,54    | Ragusa Soprattutto (E)          | 1 766  | 4,98  | 2     |
|                                             | Giorgio Cascone            | Giorgio Cascone           | Giorgio Cascone           | 726     | 1,81    | Socialisti Democratici Italiani | 953    | 2,69  | –     |
| Totale                                      | Totale                     | 37 033                    | 100                       | 40 108  | 100     |                                 | 35 484 | 100   | 30    |
|                                             |                            |                           |                           |         |         |                                 |        |       |       |
| Fonte: Ministero dell'interno               |                            |                           |                           |         |         |                                 |        |       |       |

#### Siracusa
| Candidati                            | Candidati                     | II turno         | II turno         | I turno | I turno | Liste                                       | Voti   | %     | Seggi |
| Candidati                            | Candidati                     | Voti             | %                | Voti    | %       | Liste                                       | Voti   | %     | Seggi |
| ------------------------------------ | ----------------------------- | ---------------- | ---------------- | ------- | ------- | ------------------------------------------- | ------ | ----- | ----- |
|                                      | Vincenzo Dell'Arte ✔️ Sindaco | 28 213           | 58,27            | 17 079  | 24,50   | Partito Popolare Italiano                   | 6 450  | 10,21 | 5     |
| Democratici di Sinistra              | Vincenzo Dell'Arte ✔️ Sindaco | 28 213           | 58,27            | 17 079  | 24,50   | 6 187                                       | 9,80   | 5     |       |
| Socialisti Democratici Italiani      | Vincenzo Dell'Arte ✔️ Sindaco | 28 213           | 58,27            | 17 079  | 24,50   | 2 094                                       | 3,32   | 1     |       |
| Partito della Rifondazione Comunista | Vincenzo Dell'Arte ✔️ Sindaco | 28 213           | 58,27            | 17 079  | 24,50   | 1 560                                       | 2,47   | 1     |       |
| Federazione dei Verdi                | Vincenzo Dell'Arte ✔️ Sindaco | 28 213           | 58,27            | 17 079  | 24,50   | 1 467                                       | 2,32   | 1     |       |
|                                      | Angelo Bellucci               | 20 203           | 41,73            | 18 912  | 27,13   | Forza Italia                                | 9 452  | 14,96 | 6     |
| Alleanza Nazionale                   | Angelo Bellucci               | 20 203           | 41,73            | 18 912  | 27,13   | 5 736                                       | 9,08   | 3     |       |
| Centro Cristiano Democratico         | Angelo Bellucci               | 20 203           | 41,73            | 18 912  | 27,13   | 1 777                                       | 2,81   | 1     |       |
| Lista Civica                         | Angelo Bellucci               | 20 203           | 41,73            | 18 912  | 27,13   | 1 702                                       | 2,69   | 1     |       |
|                                      | Marco Fatuzzo                 | Marco Fatuzzo    | Marco Fatuzzo    | 15 796  | 22,66   | Rinnovamento Italiano (A)                   | 5 185  | 8,21  | 4     |
| La Rete (B)                          | Marco Fatuzzo                 | Marco Fatuzzo    | Marco Fatuzzo    | 15 796  | 22,66   | 4 672                                       | 7,40   | 3     |       |
| Noi Siciliani (C)                    | Marco Fatuzzo                 | Marco Fatuzzo    | Marco Fatuzzo    | 15 796  | 22,66   | 2 136                                       | 3,38   | 1     |       |
|                                      | Franco Greco                  | Franco Greco     | Franco Greco     | 9 090   | 13,04   | Lista Franco Greco (D)                      | 4 811  | 7,62  | 3     |
|                                      | Aldo Salvo                    | Aldo Salvo       | Aldo Salvo       | 8 367   | 12,00   | Cristiano Democratici per la Repubblica (E) | 6 422  | 10,17 | 4     |
| Cristiani Democratici Uniti (F)      | Aldo Salvo                    | Aldo Salvo       | Aldo Salvo       | 8 367   | 12,00   | 3 070                                       | 4,86   | 1     |       |
|                                      | Renato Iaconello              | Renato Iaconello | Renato Iaconello | 475     | 0,68    | Movimento Sociale Fiamma Tricolore          | 442    | 0,70  | –     |
| Totale                               | Totale                        | 48 416           | 100              | 69 719  | 100     |                                             | 63 163 | 100   | 40    |
|                                      |                               |                  |                  |         |         |                                             |        |       |       |
| Fonte: Ministero dell'interno        |                               |                  |                  |         |         |                                             |        |       |       |

#### Trapani
| Candidati                            | Candidati                     | II turno        | II turno        | I turno | I turno | Liste                        | Voti   | %     | Seggi |
| Candidati                            | Candidati                     | Voti            | %               | Voti    | %       | Liste                        | Voti   | %     | Seggi |
| ------------------------------------ | ----------------------------- | --------------- | --------------- | ------- | ------- | ---------------------------- | ------ | ----- | ----- |
|                                      | Antonino Laudicina ✔️ Sindaco | 17 813          | 50,79           | 16 941  | 42,14   | Centro Cristiano Democratico | 6 506  | 17,51 | 6     |
| Forza Italia                         | Antonino Laudicina ✔️ Sindaco | 17 813          | 50,79           | 16 941  | 42,14   | 5 863                        | 15,78  | 5     |       |
| Alleanza Nazionale                   | Antonino Laudicina ✔️ Sindaco | 17 813          | 50,79           | 16 941  | 42,14   | 2 610                        | 7,02   | 2     |       |
|                                      | Mario Buscaino                | 17 258          | 49,21           | 18 675  | 46,46   | Unione Democratica           | 6 257  | 16,84 | 6     |
| Democratici di Sinistra              | Mario Buscaino                | 17 258          | 49,21           | 18 675  | 46,46   | 3 211                        | 8,64   | 3     |       |
| Socialisti Democratici Italiani      | Mario Buscaino                | 17 258          | 49,21           | 18 675  | 46,46   | 2 866                        | 7,71   | 2     |       |
| Partito Popolare Italiano            | Mario Buscaino                | 17 258          | 49,21           | 18 675  | 46,46   | 2 319                        | 6,24   | 2     |       |
| Rinnovamento Italiano                | Mario Buscaino                | 17 258          | 49,21           | 18 675  | 46,46   | 1 973                        | 5,31   | 1     |       |
| Partito della Rifondazione Comunista | Mario Buscaino                | 17 258          | 49,21           | 18 675  | 46,46   | 990                          | 2,66   | 1     |       |
| Democratici Riformatori              | Mario Buscaino                | 17 258          | 49,21           | 18 675  | 46,46   | 632                          | 1,70   | –     |       |
| La Rete-Federazione dei Verdi        | Mario Buscaino                | 17 258          | 49,21           | 18 675  | 46,46   | 390                          | 1,05   | –     |       |
|                                      | Leonardo Gianno               | Leonardo Gianno | Leonardo Gianno | 4 582   | 11,40   | CDU - CDR per l'UDR (A)      | 2 970  | 7,99  | 2     |
| Partito Socialista (B)               | Leonardo Gianno               | Leonardo Gianno | Leonardo Gianno | 4 582   | 11,40   | 575                          | 1,55   | –     |       |
| Totale                               | Totale                        | 35 071          | 100             | 40 198  | 100     |                              | 37 162 | 100   | 30    |
|                                      |                               |                 |                 |         |         |                              |        |       |       |
| Fonte: Ministero dell'interno        |                               |                 |                 |         |         |                              |        |       |       |

## Elezioni comunali del 14 giugno

### Friuli-Venezia Giulia

#### Gorizia
| Candidati                                                                                | Candidati                  | II turno             | II turno            | I turno | I turno | Liste                              | Voti   | %     | Seggi |
| Candidati                                                                                | Candidati                  | Voti                 | %                   | Voti    | %       | Liste                              | Voti   | %     | Seggi |
| ---------------------------------------------------------------------------------------- | -------------------------- | -------------------- | ------------------- | ------- | ------- | ---------------------------------- | ------ | ----- | ----- |
|                                                                                          | Gaetano Valenti ✔️ Sindaco | 10 615               | 61,69               | 11 358  | 48,33   | Forza Italia                       | 6 421  | 31,63 | 17    |
| Alleanza Nazionale                                                                       | Gaetano Valenti ✔️ Sindaco | 10 615               | 61,69               | 11 358  | 48,33   | 1 838                              | 9,05   | 4     |       |
| CCD - CDU                                                                                | Gaetano Valenti ✔️ Sindaco | 10 615               | 61,69               | 11 358  | 48,33   | 1 322                              | 6,51   | 3     |       |
|                                                                                          | Ario Rupeni                | 6 591                | 38,31               | 7 491   | 31,87   | L'Ulivo                            | 5 014  | 24,70 | 8     |
| Partito della Rifondazione Comunista                                                     | Ario Rupeni                | 6 591                | 38,31               | 7 491   | 31,87   | 933                                | 4,60   | 1     |       |
| Isontino per l'Europa                                                                    | Ario Rupeni                | 6 591                | 38,31               | 7 491   | 31,87   | 618                                | 3,04   | 1     |       |
| Seggio di coalizione                                                                     | Seggio di coalizione       | Seggio di coalizione | 38,31               | 7 491   | 31,87   | 1                                  |        |       |       |
|                                                                                          | Michele Formentini         | Michele Formentini   | Michele Formentini  | 1 855   | 7,89    | Lega Nord                          | 1 697  | 8,36  | 2     |
| Seggio di coalizione                                                                     | Seggio di coalizione       | Seggio di coalizione | Michele Formentini  | 1 855   | 7,89    | 1                                  |        |       |       |
|                                                                                          | Sergio Cosma               | Sergio Cosma         | Sergio Cosma        | 1 249   | 5,31    | Movimento Sociale Fiamma Tricolore | 1 094  | 5,39  | –     |
| Seggio di coalizione                                                                     | Seggio di coalizione       | Seggio di coalizione | Sergio Cosma        | 1 249   | 5,31    | 1                                  |        |       |       |
|                                                                                          | Alessandro Bon             | Alessandro Bon       | Alessandro Bon      | 999     | 4,25    | Federazione dei Verdi              | 846    | 4,17  | –     |
| Seggio di coalizione                                                                     | Seggio di coalizione       | Seggio di coalizione | Alessandro Bon      | 999     | 4,25    | 1                                  |        |       |       |
|                                                                                          | Vittorino Marzaroli        | Vittorino Marzaroli  | Vittorino Marzaroli | 551     | 2,34    | Obiettivo Gorizia                  | 520    | 2,56  | –     |
| Totale                                                                                   | Totale                     | 17 206               | 100                 | 23 503  | 100     |                                    | 20 303 | 100   | 40    |
|                                                                                          |                            |                      |                     |         |         |                                    |        |       |       |
| Regione Friuli-Venezia Giulia: Voti Sindaco 1°Turno Voti Sindaco 2°Turno Voti ListeSeggi |                            |                      |                     |         |         |                                    |        |       |       |

## Elezioni comunali del 29 novembre

### Lombardia

#### Brescia
| Candidati                            | Candidati                                  | Voti                        | %     | Liste                                       | Voti   | %     | Seggi |
| ------------------------------------ | ------------------------------------------ | --------------------------- | ----- | ------------------------------------------- | ------ | ----- | ----- |
|                                      | Paolo Corsini Accede al ballottaggio       | 49.606                      | 41,77 | Democratici di Sinistra                     | 12.520 | 13,13 | 9     |
| Socialisti Democratici Italiani      | Paolo Corsini Accede al ballottaggio       | 49.606                      | 41,77 | 10.338                                      | 10,84  | 7     |       |
| Partito Popolare Italiano            | Paolo Corsini Accede al ballottaggio       | 49.606                      | 41,77 | 8.142                                       | 8,54   | 5     |       |
| Per Corsini                          | Paolo Corsini Accede al ballottaggio       | 49.606                      | 41,77 | 3.922                                       | 4,11   | 2     |       |
| Federazione dei Verdi                | Paolo Corsini Accede al ballottaggio       | 49.606                      | 41,77 | 2.110                                       | 2,21   | 1     |       |
| Rinnovamento Italiano                | Paolo Corsini Accede al ballottaggio       | 49.606                      | 41,77 | 1.143                                       | 1,20   | -     |       |
| Partito Repubblicano Italiano        | Paolo Corsini Accede al ballottaggio       | 49.606                      | 41,77 | 720                                         | 0,75   | -     |       |
|                                      | Giovanni Dalla Bona Accede al ballottaggio | 39.098                      | 32,92 | Forza Italia - Centro Cristiano Democratico | 18.310 | 19,20 | 6     |
| Alleanza Nazionale                   | Giovanni Dalla Bona Accede al ballottaggio | 39.098                      | 32,92 | 11.869                                      | 12,45  | 3     |       |
| Città Libera - Pensionati Casalinghe | Giovanni Dalla Bona Accede al ballottaggio | 39.098                      | 32,92 | 844                                         | 0,88   | -     |       |
| Partito Socialista                   | Giovanni Dalla Bona Accede al ballottaggio | 39.098                      | 32,92 | 715                                         | 0,75   | -     |       |
| Seggio al candidato sindaco          | Seggio al candidato sindaco                | Seggio al candidato sindaco | 32,92 | 1                                           |        |       |       |
|                                      | Cesare Galli                               | 23.453                      | 19,75 | Lega Nord                                   | 17.396 | 18,24 | 4     |
| Pensionati Padani                    | Cesare Galli                               | 23.453                      | 19,75 | 559                                         | 0,59   | -     |       |
| Lista Referendum                     | Cesare Galli                               | 23.453                      | 19,75 | 292                                         | 0,31   | -     |       |
| Cattolici Padani                     | Cesare Galli                               | 23.453                      | 19,75 | 248                                         | 0,26   | -     |       |
| Seggio al candidato sindaco          | Seggio al candidato sindaco                | Seggio al candidato sindaco | 19,75 | 1                                           |        |       |       |
|                                      | Lamberto Lombardi                          | 3.560                       | 3,00  | Partito della Rifondazione Comunista        | 3.488  | 3,66  | 1     |
|                                      | Giovanni Gei                               | 1.314                       | 1,11  | Federalisti Liberali - UDR                  | 1.241  | 1,30  | -     |
|                                      | Livio Cavagna                              | 1.118                       | 0,94  | Partito dell'Onestà                         | 1.006  | 1,05  | -     |
|                                      | Alessandro Manzoni                         | 611                         | 0,51  | Italia Unita                                | 508    | 0,53  | -     |
| Totale                               | Totale                                     | 118.760                     | 100   |                                             | 95.371 | 100   | 40    |

Ballottaggio
| Candidati | Candidati                | Voti   | %      |
| --------- | ------------------------ | ------ | ------ |
|           | Paolo Corsini ✔️ Sindaco | 50.422 | 53,13  |
|           | Giovanni Della Bona      | 44.486 | 46,87  |
| Totale    | Totale                   | 94.908 | 100,00 |

#### Sondrio
| Candidati                            | Candidati                                | Voti                        | %     | Liste                              | Voti   | %     | Seggi |
| ------------------------------------ | ---------------------------------------- | --------------------------- | ----- | ---------------------------------- | ------ | ----- | ----- |
|                                      | Alcide Molteni Accede al ballottaggio    | 6.232                       | 43,25 | Sondrio Democratica (DS - Altri)   | 3.824  | 30,70 | 18    |
| Partito Popolare Italiano            | Alcide Molteni Accede al ballottaggio    | 6.232                       | 43,25 | 776                                | 6,23   | 3     |       |
| Partito della Rifondazione Comunista | Alcide Molteni Accede al ballottaggio    | 6.232                       | 43,25 | 610                                | 4,90   | 3     |       |
|                                      | Francesco Venosta Accede al ballottaggio | 3.828                       | 26,56 | Progetto Sondrio                   | 2.043  | 16,40 | 4     |
| Libertà e Federalismo                | Francesco Venosta Accede al ballottaggio | 3.828                       | 26,56 | 1.305                              | 10,48  | 3     |       |
| Seggio al candidato sindaco          | Seggio al candidato sindaco              | Seggio al candidato sindaco | 26,56 | 1                                  |        |       |       |
|                                      | Diego Pini                               | 1.700                       | 11,80 | Forza Italia                       | 872    | 7,00  | 1     |
| Alleanza Nazionale                   | Diego Pini                               | 1.700                       | 11,80 | 569                                | 4,57   | 1     |       |
| Centro Cristiano Democratico         | Diego Pini                               | 1.700                       | 11,80 | 131                                | 1,05   | -     |       |
| Seggio al candidato sindaco          | Seggio al candidato sindaco              | Seggio al candidato sindaco | 11,80 | 1                                  |        |       |       |
|                                      | Danilo Moltoni                           | 1.499                       | 10,40 | Lega Nord                          | 1.297  | 10,41 | 3     |
|                                      | Pierluigi Tremonti                       | 634                         | 4,40  | Movimento Sociale Fiamma Tricolore | 506    | 4,06  | 1     |
|                                      | Carlo Zanesi                             | 517                         | 3,59  | Socialisti Democratici Italiani    | 523    | 4,20  | 1     |
| Totale                               | Totale                                   | 14.410                      | 100   |                                    | 12.456 | 100   | 40    |

Ballottaggio
| Candidati | Candidati                 | Voti   | %      |
| --------- | ------------------------- | ------ | ------ |
|           | Alcide Molteni ✔️ Sindaco | 6.735  | 55,92  |
|           | Francesco Venosta         | 5.310  | 44,08  |
| Totale    | Totale                    | 12.045 | 100,00 |

### Veneto

#### Treviso
| Candidati                                         | Candidati                                  | Voti                        | %     | Liste                           | Voti   | %     | Seggi |
| ------------------------------------------------- | ------------------------------------------ | --------------------------- | ----- | ------------------------------- | ------ | ----- | ----- |
|                                                   | Giancarlo Gentilini Accede al ballottaggio | 22.129                      | 42,69 | Lega Nord                       | 17.558 | 41,61 | 24    |
|                                                   | Domenico Luciani Accede al ballottaggio    | 16.298                      | 31,44 | Democratici di Sinistra - Verdi | 4.224  | 10,01 | 3     |
| Luisa Campagner per Treviso                       | Domenico Luciani Accede al ballottaggio    | 16.298                      | 31,44 | 3.163                           | 7,50   | 2     |       |
| Italia dei Valori                                 | Domenico Luciani Accede al ballottaggio    | 16.298                      | 31,44 | 2.881                           | 6,83   | 2     |       |
| Partito Popolare Italiano - Rinnovamento Italiano | Domenico Luciani Accede al ballottaggio    | 16.298                      | 31,44 | 1.762                           | 4,18   | 1     |       |
| Sinistra Trevigiana                               | Domenico Luciani Accede al ballottaggio    | 16.298                      | 31,44 | 1.201                           | 2,85   | -     |       |
| Seggio al candidato sindaco                       | Seggio al candidato sindaco                | Seggio al candidato sindaco | 31,44 | 1                               |        |       |       |
|                                                   | Ferruccio Bresolin                         | 13.405                      | 25,86 | Forza Italia                    | 3.705  | 8,78  | 3     |
| Alleanza Nazionale                                | Ferruccio Bresolin                         | 13.405                      | 25,86 | 2.454                           | 5,82   | 1     |       |
| Veneto Nord Est                                   | Ferruccio Bresolin                         | 13.405                      | 25,86 | 2.361                           | 5,59   | 1     |       |
| Centro Unito                                      | Ferruccio Bresolin                         | 13.405                      | 25,86 | 2.361                           | 5,59   | 1     |       |
| Ritrovare Treviso                                 | Ferruccio Bresolin                         | 13.405                      | 25,86 | 529                             | 1,25   | -     |       |
| Seggio al candidato sindaco                       | Seggio al candidato sindaco                | Seggio al candidato sindaco | 25,86 | 1                               |        |       |       |
| Totale                                            | Totale                                     | 51.832                      | 100   |                                 | 42.199 | 100   | 40    |

Ballottaggio
| Candidati | Candidati                      | Voti   | %      |
| --------- | ------------------------------ | ------ | ------ |
|           | Giancarlo Gentilini ✔️ Sindaco | 26.113 | 59,45  |
|           | Domenico Luciani               | 17.810 | 40,55  |
| Totale    | Totale                         | 43.923 | 100,00 |

#### Vicenza
| Candidati                            | Candidati                              | Voti                        | %     | Liste                                | Voti   | %     | Seggi |
| ------------------------------------ | -------------------------------------- | --------------------------- | ----- | ------------------------------------ | ------ | ----- | ----- |
|                                      | Enrico Hüllweck Accede al ballottaggio | 22.624                      | 35,73 | Alleanza Nazionale                   | 8.281  | 15,63 | 11    |
| Forza Italia                         | Enrico Hüllweck Accede al ballottaggio | 22.624                      | 35,73 | 7.458                                | 14,08  | 9     |       |
| Centro Cristiano Democratico         | Enrico Hüllweck Accede al ballottaggio | 22.624                      | 35,73 | 1.084                                | 2,05   | 1     |       |
| Nuovo Progetto                       | Enrico Hüllweck Accede al ballottaggio | 22.624                      | 35,73 | 857                                  | 1,62   | 1     |       |
| Unione Democratica per la Repubblica | Enrico Hüllweck Accede al ballottaggio | 22.624                      | 35,73 | 645                                  | 1,22   | -     |       |
|                                      | Giorgio Sala Accede al ballottaggio    | 20.945                      | 33,08 | Democratici di Sinistra              | 8.065  | 15,22 | 5     |
| Partito Popolare Italiano            | Giorgio Sala Accede al ballottaggio    | 20.945                      | 33,08 | 4.394                                | 8,29   | 2     |       |
| Federazione dei Verdi                | Giorgio Sala Accede al ballottaggio    | 20.945                      | 33,08 | 2.218                                | 4,19   | 1     |       |
| Movimento Nordest                    | Giorgio Sala Accede al ballottaggio    | 20.945                      | 33,08 | 1.544                                | 2,91   | 1     |       |
| Socialisti Democratici Italiani      | Giorgio Sala Accede al ballottaggio    | 20.945                      | 33,08 | 1.260                                | 2,38   | -     |       |
| Seggio al candidato sindaco          | Seggio al candidato sindaco            | Seggio al candidato sindaco | 33,08 | 1                                    |        |       |       |
|                                      | Margherita Carta Veller                | 8.841                       | 13,96 | Lega Nord                            | 5.758  | 10,87 | 3     |
| Cattolici Padani - Lavoratori Padani | Margherita Carta Veller                | 8.841                       | 13,96 | 1.208                                | 2,28   | -     |       |
| Lista Civica per Vicenza             | Margherita Carta Veller                | 8.841                       | 13,96 | 250                                  | 0,47   | -     |       |
| Seggio al candidato sindaco          | Seggio al candidato sindaco            | Seggio al candidato sindaco | 13,96 | 1                                    |        |       |       |
|                                      | Ettore Beggiato                        | 4.340                       | 6,85  | Liga Veneta Repubblica               | 4.023  | 7,59  | 2     |
|                                      | Giorgio Beggiato                       | 2.037                       | 3,22  | Buongoverno Vicenza (A)              | 1.784  | 3,37  | 2     |
|                                      | Claudino Raniero Germano               | 1.457                       | 2,30  | Partito della Rifondazione Comunista | 1.356  | 2,56  | -     |
|                                      | Silvano Giometto                       | 1.329                       | 2,10  | Unione Nord Est                      | 1.174  | 2,22  | -     |
|                                      | Fulvio Rebesani                        | 1.281                       | 2,02  | Sinistra Democratica                 | 1.202  | 2,27  | -     |
|                                      | Renzo Piccolo                          | 470                         | 0,74  | Unione                               | 416    | 0,79  | -     |
| Totale                               | Totale                                 | 63.324                      | 100   |                                      | 52.977 | 100   | 40    |

- La lista contrassegnata con la lettera A è apparentata al secondo turno con il candidato sindaco Enrico Hüllweck.

Ballottaggio
| Candidati | Candidati                  | Voti   | %      |
| --------- | -------------------------- | ------ | ------ |
|           | Enrico Hüllweck ✔️ Sindaco | 29.655 | 56,47  |
|           | Giorgio Sala               | 22.857 | 43,53  |
| Totale    | Totale                     | 52.512 | 100,00 |

### Friuli-Venezia Giulia

#### Udine
| Candidati                                                                                | Candidati                 | II turno                 | II turno                 | I turno | I turno | Liste                                | Voti   | %     | Seggi |
| Candidati                                                                                | Candidati                 | Voti                     | %                        | Voti    | %       | Liste                                | Voti   | %     | Seggi |
| ---------------------------------------------------------------------------------------- | ------------------------- | ------------------------ | ------------------------ | ------- | ------- | ------------------------------------ | ------ | ----- | ----- |
|                                                                                          | Sergio Cecotti ✔️ Sindaco | 25 159                   | 60,58                    | 12 497  | 23,09   | Per Cecotti                          | 4 434  | 9,51  | 12    |
| Lega Nord                                                                                | Sergio Cecotti ✔️ Sindaco | 25 159                   | 60,58                    | 12 497  | 23,09   | 3 449                                | 7,40   | 9     |       |
| Impegno per la Città                                                                     | Sergio Cecotti ✔️ Sindaco | 25 159                   | 60,58                    | 12 497  | 23,09   | 1 423                                | 3,05   | 3     |       |
|                                                                                          | Pietro Commessatti        | 16 374                   | 39,42                    | 14 940  | 27,61   | Forza Italia                         | 7 984  | 17,13 | 3     |
| Partito Popolare Italiano                                                                | Pietro Commessatti        | 16 374                   | 39,42                    | 14 940  | 27,61   | 4 407                                | 9,45   | 2     |       |
| Unione Friuli                                                                            | Pietro Commessatti        | 16 374                   | 39,42                    | 14 940  | 27,61   | 1 019                                | 2,19   | –     |       |
| Partito Liberale                                                                         | Pietro Commessatti        | 16 374                   | 39,42                    | 14 940  | 27,61   | 571                                  | 1,23   | –     |       |
| Seggio di coalizione                                                                     | Seggio di coalizione      | Seggio di coalizione     | 39,42                    | 14 940  | 27,61   | 1                                    |        |       |       |
|                                                                                          | Giovanni Paolo Businello  | Giovanni Paolo Businello | Giovanni Paolo Businello | 11 012  | 20,35   | Democratici di Sinistra              | 6 314  | 13,55 | 3     |
| Socialisti Democratici Italiani                                                          | Giovanni Paolo Businello  | Giovanni Paolo Businello | Giovanni Paolo Businello | 11 012  | 20,35   | 1 690                                | 3,63   | –     |       |
| Centro dei Valori                                                                        | Giovanni Paolo Businello  | Giovanni Paolo Businello | Giovanni Paolo Businello | 11 012  | 20,35   | 1 027                                | 2,20   | –     |       |
| Lega Friuli                                                                              | Giovanni Paolo Businello  | Giovanni Paolo Businello | Giovanni Paolo Businello | 11 012  | 20,35   | 258                                  | 0,55   | –     |       |
| Seggio di coalizione                                                                     | Seggio di coalizione      | Seggio di coalizione     | Giovanni Paolo Businello | 11 012  | 20,35   | 1                                    |        |       |       |
|                                                                                          | Maria Santa di Prampero   | Maria Santa di Prampero  | Maria Santa di Prampero  | 9 269   | 17,13   | Alleanza Nazionale (A)               | 6 518  | 13,98 | 3     |
| Centro Cristiano Democratico (B)                                                         | Maria Santa di Prampero   | Maria Santa di Prampero  | Maria Santa di Prampero  | 9 269   | 17,13   | 1 793                                | 3,85   | 1     |       |
| Seggio di coalizione                                                                     | Seggio di coalizione      | Seggio di coalizione     | Maria Santa di Prampero  | 9 269   | 17,13   | 1                                    |        |       |       |
|                                                                                          | Emilio Gottardo           | Emilio Gottardo          | Emilio Gottardo          | 2 127   | 3,93    | Federazione dei Verdi                | 1 931  | 4,14  | –     |
| Seggio di coalizione                                                                     | Seggio di coalizione      | Seggio di coalizione     | Emilio Gottardo          | 2 127   | 3,93    | 1                                    |        |       |       |
|                                                                                          | Paolo Zucconi             | Paolo Zucconi            | Paolo Zucconi            | 1 931   | 3,57    | SOS Italia                           | 1 272  | 2,73  | –     |
| Movimento Sociale Fiamma Tricolore                                                       | Paolo Zucconi             | Paolo Zucconi            | Paolo Zucconi            | 1 931   | 3,57    | 316                                  | 0,68   | –     |       |
|                                                                                          | Alessandra Kersevan       | Alessandra Kersevan      | Alessandra Kersevan      | 1 883   | 3,48    | Partito della Rifondazione Comunista | 1 752  | 3,76  | –     |
|                                                                                          | Marco Belviso             | Marco Belviso            | Marco Belviso            | 459     | 0,85    | U-35                                 | 454    | 0,97  | –     |
| Totale                                                                                   | Totale                    | 41 533                   | 100                      | 54 118  | 100     |                                      | 46 612 | 100   | 40    |
|                                                                                          |                           |                          |                          |         |         |                                      |        |       |       |
| Regione Friuli-Venezia Giulia: Voti Sindaco 1°Turno Voti Sindaco 2°Turno Voti ListeSeggi |                           |                          |                          |         |         |                                      |        |       |       |

### Toscana

#### Massa
| Candidati                       | Candidati                           | Voti                        | %     | Liste                                | Voti   | %     | Seggi |
| ------------------------------- | ----------------------------------- | --------------------------- | ----- | ------------------------------------ | ------ | ----- | ----- |
|                                 | Roberto Pucci ✔️ Sindaco            | 28.795                      | 68,07 | Partito Popolare Italiano            | 10.471 | 26,85 | 12    |
| Democratici di Sinistra         | Roberto Pucci ✔️ Sindaco            | 28.795                      | 68,07 | 8.810                                | 22,59  | 10    |       |
| Socialisti Democratici Italiani | Roberto Pucci ✔️ Sindaco            | 28.795                      | 68,07 | 2.646                                | 6,78   | 3     |       |
| Partito Repubblicano Italiano   | Roberto Pucci ✔️ Sindaco            | 28.795                      | 68,07 | 2.445                                | 6,27   | 2     |       |
| Partito dei Comunisti Italiani  | Roberto Pucci ✔️ Sindaco            | 28.795                      | 68,07 | 1.737                                | 4,45   | 1     |       |
| Federazione dei Verdi           | Roberto Pucci ✔️ Sindaco            | 28.795                      | 68,07 | 977                                  | 2,51   | 1     |       |
|                                 | Andrea Lazzoni                      | 8.922                       | 21,09 | Forza Italia                         | 4.374  | 11,22 | 4     |
| Alleanza Nazionale              | Andrea Lazzoni                      | 8.922                       | 21,09 | 3.143                                | 8,06   | 3     |       |
| Centro Cristiano Democratico    | Andrea Lazzoni                      | 8.922                       | 21,09 | 413                                  | 1,06   | -     |       |
| Seggio al candidato sindaco     | Seggio al candidato sindaco         | Seggio al candidato sindaco | 21,09 | 1                                    |        |       |       |
|                                 | Sauro Quadrelli                     | 3.118                       | 7,37  | Partito della Rifondazione Comunista | 2.731  | 7,00  | 3     |
|                                 | Gaetano Azzolina                    | 727                         | 1,72  | Associazione Provinciale Pertini     | 646    | 1,66  | -     |
|                                 | Nicola Silvestri                    | 426                         | 1,01  | Azione Sociale                       | 337    | 0,86  | -     |
|                                 | Achille Augusto Capulzini Cremonini | 314                         | 0,74  | Lega Nord                            | 268    | 0,69  | -     |
| Totale                          | Totale                              | 42.302                      |       |                                      | 38.998 |       | 40    |

#### Pisa
| Candidati                       | Candidati                                     | Voti                        | %     | Liste                                | Voti   | %     | Seggi |
| ------------------------------- | --------------------------------------------- | --------------------------- | ----- | ------------------------------------ | ------ | ----- | ----- |
|                                 | Paolo Fontanelli Accede al ballottaggio       | 26.173                      | 48,33 | Democratici di Sinistra              | 13.314 | 27,46 | 14    |
| Partito Popolare Italiano       | Paolo Fontanelli Accede al ballottaggio       | 26.173                      | 48,33 | 2.787                                | 5,75   | 3     |       |
| Federazione dei Verdi           | Paolo Fontanelli Accede al ballottaggio       | 26.173                      | 48,33 | 2.269                                | 4,68   | 2     |       |
| Partito dei Comunisti Italiani  | Paolo Fontanelli Accede al ballottaggio       | 26.173                      | 48,33 | 1.954                                | 4,03   | 2     |       |
| Socialisti Democratici Italiani | Paolo Fontanelli Accede al ballottaggio       | 26.173                      | 48,33 | 1.762                                | 3,63   | 1     |       |
| Lista Persone                   | Paolo Fontanelli Accede al ballottaggio       | 26.173                      | 48,33 | 1.636                                | 3,37   | 1     |       |
| Sinistra Oltre                  | Paolo Fontanelli Accede al ballottaggio       | 26.173                      | 48,33 | 904                                  | 1,86   | 1     |       |
|                                 | Carlo Alberto Dringoli Accede al ballottaggio | 18.636                      | 34,41 | Forza Italia                         | 7.458  | 15,38 | 6     |
| Alleanza Nazionale              | Carlo Alberto Dringoli Accede al ballottaggio | 18.636                      | 34,41 | 7.070                                | 14,58  | 5     |       |
| Centro Cristiano Democratico    | Carlo Alberto Dringoli Accede al ballottaggio | 18.636                      | 34,41 | 995                                  | 2,05   | -     |       |
| Seggio al candidato sindaco     | Seggio al candidato sindaco                   | Seggio al candidato sindaco | 34,41 | 1                                    |        |       |       |
|                                 | Sergio Cortopassi                             | 4.221                       | 7,79  | Lista civica                         | 3.653  | 7,53  | 2     |
|                                 | Maurizio Bini                                 | 4.029                       | 7,44  | Partito della Rifondazione Comunista | 3.687  | 7,60  | 2     |
|                                 | Maria Paola Ajello                            | 602                         | 1,11  | Movimento Sociale Fiamma Tricolore   | 567    | 1,17  | -     |
|                                 | Franco Romagnoli                              | 490                         | 0,90  | Lega Nord                            | 432    | 0,89  | -     |
| Totale                          | Totale                                        | 54.151                      |       |                                      | 48.488 |       | 40    |

Ballottaggio
| Candidati | Candidati                   | Voti   | %      |
| --------- | --------------------------- | ------ | ------ |
|           | Paolo Fontanelli ✔️ Sindaco | 25.672 | 56,63  |
|           | Carlo Alberto Dringoli      | 19.664 | 43,37  |
| Totale    | Totale                      | 45.336 | 100,00 |

### Abruzzo

#### Pescara
|                                                              | Carlo Pace ✔️ Sindaco       | 41 170               | 51,26 | Alleanza Nazionale      | 11 640 | 16,36 | 8  |  |  |
| Forza Italia                                                 | Carlo Pace ✔️ Sindaco       | 41 170               | 51,26 | 11 319                  | 15,91  | 8     |    |  |  |
| Centro Cristiano Democratico                                 | Carlo Pace ✔️ Sindaco       | 41 170               | 51,26 | 3 931                   | 5,53   | 3     |    |  |  |
| Cattolici Democratici                                        | Carlo Pace ✔️ Sindaco       | 41 170               | 51,26 | 3 496                   | 4,91   | 2     |    |  |  |
| Pescara Futura                                               | Carlo Pace ✔️ Sindaco       | 41 170               | 51,26 | 3 478                   | 4,89   | 2     |    |  |  |
| Democrazia Cristiana                                         | Carlo Pace ✔️ Sindaco       | 41 170               | 51,26 | 1 742                   | 2,45   | 1     |    |  |  |
|                                                              | Gianni Melilla              | 37 099               | 46,19 | Democratici di Sinistra | 12 400 | 17,43 | 7  |  |  |
| Partito Popolare Italiano                                    | Gianni Melilla              | 37 099               | 46,19 | 8 622                   | 12,12  | 4     |    |  |  |
| Socialisti Democratici Italiani                              | Gianni Melilla              | 37 099               | 46,19 | 4 154                   | 5,84   | 2     |    |  |  |
| Rifondazione Comunista                                       | Gianni Melilla              | 37 099               | 46,19 | 2 254                   | 3,17   | 1     |    |  |  |
| Federazione dei Verdi                                        | Gianni Melilla              | 37 099               | 46,19 | 2 160                   | 3,04   | 1     |    |  |  |
| Partito dei Comunisti Italiani                               | Gianni Melilla              | 37 099               | 46,19 | 1 453                   | 2,04   | –     |    |  |  |
| Rinnovamento Italiano - Unione Democratica per la Repubblica | Gianni Melilla              | 37 099               | 46,19 | 1 323                   | 1,86   | –     |    |  |  |
| Nuova Pescara                                                | Gianni Melilla              | 37 099               | 46,19 | 1 167                   | 1,64   | –     |    |  |  |
| Seggio di coalizione                                         | Seggio di coalizione        | Seggio di coalizione | 46,19 | 1                       |        |       |    |  |  |
|                                                              | Piergiuseppe D'Andreamatteo | 1 169                | 1,46  | Il Timone               | 1 342  | 1,89  | –  |  |  |
|                                                              | Pasquale Provenzano         | 874                  | 1,09  | Fronte Nazionale        | 659    | 0,93  | –  |  |  |
| Totale                                                       | Totale                      | 80 312               | 100   |                         | 71 140 | 100   | 40 |  |  |
|                                                              |                             |                      |       |                         |        |       |    |  |  |
| Fonte: Ministero dell'interno                                |                             |                      |       |                         |        |       |    |  |  |